# Sepp Herberger
Josef „Sepp“ Herberger (* 28. März 1897 in Mannheim-Waldhof; † 28. April 1977 in Mannheim) war ein deutscher Fußballspieler und -trainer. Als Spieler war er in den 1920er Jahren für die Vereine SV Waldhof Mannheim und VfR Mannheim sowie Tennis Borussia Berlin aktiv und wurde für zahlreiche Auswahl- sowie drei Länderspiele berufen. Berühmt wurde er als Reichs- bzw. Bundestrainer der deutschen Fußballnationalmannschaft, für die er von 1936 bis 1942 und von 1950 bis 1964 verantwortlich war. Der Höhepunkt seiner Karriere war der Gewinn des Titels der Weltmeisterschaft 1954, deren Endspiel als „Wunder von Bern“ in die Fußballgeschichte einging.

## Kindheit und Jugend
Herbergers Eltern, Josef und Lina Herberger, stammten aus einer ländlichen Gegend auf halber Strecke zwischen Karlsruhe und Mannheim. Josef Herberger (1856–1909), Sprössling einer Wiesentaler Bauernfamilie, musste sich als Tagelöhner verdingen, weil es für einen eigenen Hof nicht gereicht hatte. Auf dem Land herrschte in dieser Zeit Überbevölkerung, und wie viele Kleinbauern und Tagelöhner zog es Josef Herberger mit seiner jungen Frau Lina 1887 ins vierzig Kilometer entfernte Mannheim, wo die Industrie expandierte wie in keiner anderen Stadt im Großherzogtum Baden. Zur Familie gehörten zu diesem Zeitpunkt bereits vier Kinder: Die beiden Ältesten, Maria und Johann, stammten aus der ersten Ehe Josef Herbergers. Seine erste Frau war kurz nach der Geburt des ersten Sohnes gestorben. Die Mädchen Anna und Ida gingen aus der zweiten Ehe mit Lina Kretzler hervor, und als die Herbergers bereits auf dem Waldhof bei Mannheim lebten, kamen mit Berta (1888) und Josef (März 1897, also fast zehn Jahre später) zwei weitere Kinder hinzu.

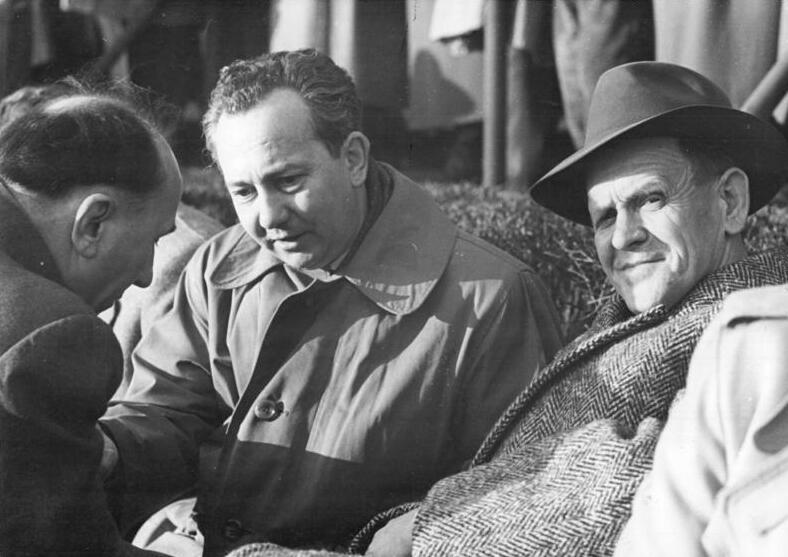
Sepp Herberger (1956) rechts

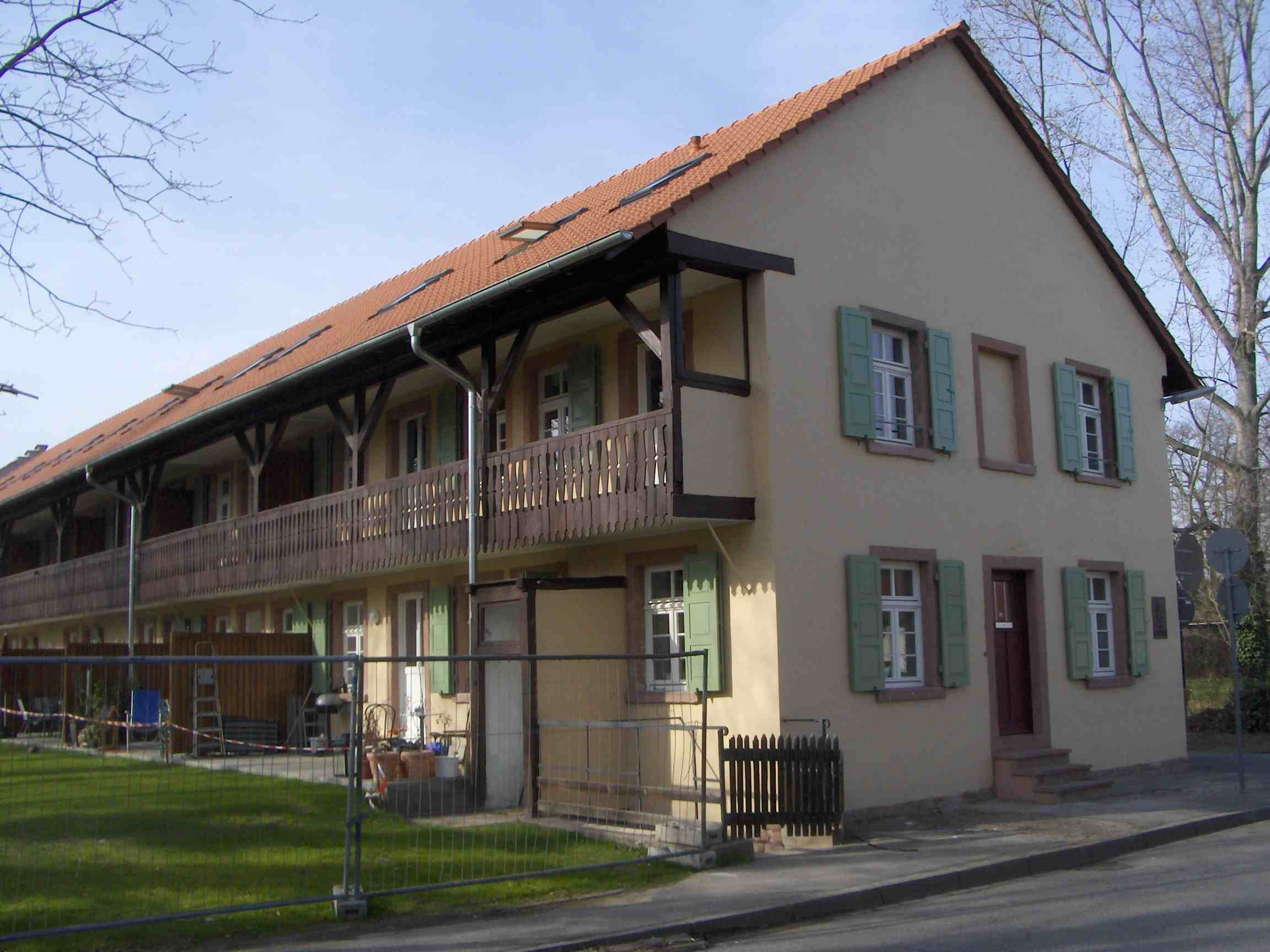
Letztes erhaltenes der ehemals 19 Gebäude der Spiegelkolonie, in der Sepp Herberger aufwuchs.

Herbergers Vater fand in der Spiegelmanufaktur des französischen Glasfabrikanten Saint Gobain eine Anstellung als Arbeiter. Auch wenn die umliegende Siedlung mit den werkseigenen Wohnhäusern, Schule und Läden in unmittelbarer Nachbarschaft zur Fabrik als fortschrittliche Wohngegend galt, herrschten beengte und ärmliche Wohnverhältnisse in der Rue de France 171 (später in Spiegelstraße umbenannt): Die achtköpfige Familie hatte lediglich zwei Zimmer zur Verfügung. Sepp Herberger wuchs in einer verhältnismäßig übersichtlichen, fast dörflichen Umgebung auf. In der Spiegelkolonie lebten rund 630 Arbeitnehmer mit ihren Familien, die überwiegend aus katholischen und ländlichen Verhältnissen stammten. Er zählte in seinen ersten Schuljahren durchweg zu den Klassenbesten und wechselte nach dem vierten Schuljahr auf die Bürgerschule, einer Vorstufe zum Gymnasium. Am 21. August 1909 starb das Familienoberhaupt Josef Herberger im Alter von 53 Jahren an einer nicht ausgeheilten Grippe. Die Familie verlor daraufhin das Wohnrecht in der Werkssiedlung und zog mehrmals auf dem Waldhof um. Der zwölfjährige Sepp musste die Bürgerschule verlassen und zurück zur Volksschule, da seine Mutter außerstande war, das Schulgeld zu bezahlen.
1911 schloss Sepp Herberger die Schule ab und sorgte anschließend als Hilfsarbeiter auf dem Bau und in Industriebetrieben für seinen Unterhalt und den seiner Mutter – die älteren Geschwister hatten inzwischen eigene Familien gegründet. Über diese schwierige Zeit, in der er mit seiner Mutter am Rand des Existenzminimums gelebt haben muss, hat sich Herberger später nie geäußert. Aus Berichten von Zeitzeugen geht aber hervor, dass Lina Herberger zu den ärmsten Personen auf dem Waldhof gehörte. Im März 1916, kurz vor seinem 19. Geburtstag, wurde Herberger in die Armee eingezogen; im Gegensatz zu vielen Altersgenossen hatte er sich nicht freiwillig gemeldet. Nach der militärischen Grundausbildung am Heuberg auf der Schwäbischen Alb wurde Sepp Herberger zum Grenadierregiment Nr. 110 nach Mannheim versetzt. Seinen ersten Fronteinsatz hatte er im April 1917, an Kampfhandlungen war er nach eigenen Aussagen aber nie direkt beteiligt, vermutlich wurde er überwiegend im Stab sowie als Funker eingesetzt. Kriegsverletzungen und Gefangenschaft blieben ihm erspart, am 4. Januar 1919 kehrte Sepp Herberger wieder nach Hause zurück.

## Fußballspieler

### SV Waldhof 07, bis 1921
Die ersten Kontakte Sepp Herbergers mit dem Fußball fanden fernab des Exerzierplatzes statt, auf dem die ersten, in den letzten Jahren des 19. Jahrhunderts entstandenen Mannheimer Fußballvereine sonntäglich ihre Spiele austrugen. Die Jungen der Spiegelsiedlung hatten ihr Spielfeld zwischen zwei langgestreckten Häuserblocks mit hohen, fensterlosen Mauern; die Tore wurden mit Kreide auf die Wände gezeichnet. Bevor er in den Fußballverein eintrat, hatte Sepp Herberger erfolgreich beim TSV 1877 geturnt, der von Mitarbeitern der Spiegelfabrik gegründet worden war. Da sich die Turnvereine aber dem immer populärer werdenden Fußball gegenüber ablehnend verhielten, kehrten viele Jugendliche ihnen den Rücken und wandten sich den Sportvereinen zu. Die ersten Gehversuche in einem Fußballverein machte Sepp Herberger beim Katholischen Jugendverein (KJV) Mannheim, dem er im Alter von 14 Jahren angehörte. Den Karlsruher Nationalspieler Gottfried Fuchs, den Herberger 1909 zum ersten Mal in Mannheim spielen sah (Phönix Mannheim – Karlsruher FV 2:2), bezeichnete er später als das Idol seiner Jugend. Fuchs spielte wie Sepp Herberger im Sturm. Später, wahrscheinlich 1911, wechselte Herberger zum Sportverein Waldhof, der seit seiner Gründung 1907 zu einer wichtigen sozialen Institution im Mannheimer Arbeiterviertel herangewachsen war.
Nach nur wenigen Spielen in der dritten und zweiten Mannschaft durfte der erst 16-jährige am Neujahrstag 1914 erstmals für die erste Mannschaft des SV Waldhof auflaufen. Zur Stammbesetzung der „Ersten“, die 1913/14 in der A-Klasse erstmals Meister, anschließend auch Westkreismeister sowie süddeutscher Meister der A-Klasse wurde, gehörte Herberger vor dem Ersten Weltkrieg noch nicht. Sein erstes Pflichtspiel für den SV Waldhof bestritt er am 20. Juni 1915. An diesem Tag gelang den Waldhöfern im Rahmen einer „Frühjahrsrunde Mannheim/Ludwigshafen“ – ein geregelter Verbands-Spielbetrieb fand allerdings während des Krieges nur zeitweise statt – erstmals ein Sieg gegen den Stadtrivalen VfR Mannheim. Als Gegenspieler stand dem Stürmer Herberger ein Verteidiger namens Otto Nerz gegenüber. Es dürfte sich dabei um die erste Begegnung dieser beiden Männer überhaupt gehandelt haben, die ab 1926 als erster bzw. zweiter Trainer die deutsche Fußballnationalmannschaft über 40 Jahre lang geprägt und geformt haben.
Der sportliche Aufstieg des SV Waldhof, der sich kurz vor Kriegsbeginn angedeutet hatte, hielt nach Wiederaufnahme des Spielbetriebs 1919 an. Die Mannschaft, der Herberger nun als Stammspieler angehörte, qualifizierte sich problemlos für die neue höchste lokale Spielklasse im Odenwaldkreis. Im Rennen um die Meisterschaft 1919/20 lagen Waldhof und der VfR gleichauf. Das Entscheidungsspiel auf neutralem Platz des MFC Phönix 02 wurde zum bestbesuchten Fußballspiel, das die Stadt bis dahin erlebt hatte: Zehn- bis zwölftausend Zuschauer verfolgten am Rand des Spielfeldes, wie die Waldhöfer den VfR mit 4:1 besiegten. Für Sepp Herberger war dieses Spiel, das an seinem 23. Geburtstag stattfand, der erste Höhepunkt seiner Karriere, er steuerte drei Tore zu diesem Erfolg bei. Der SV Waldhof qualifizierte sich als Meister des Odenwaldkreises sowohl 1920 als auch 1921 für die Endrunde um die süddeutsche Meisterschaft, scheiterte hier aber jeweils am 1. FC Nürnberg, der nicht nur in Süddeutschland fußballerische Maßstäbe setzte, sondern anschließend auch Deutscher Meister wurde. Dennoch begeisterte auch die Mannschaft des SV Waldhof in jenen Jahren nicht nur ihre Anhänger, sondern auch die Berichterstatter. Diese schufen für das präzise Flachpassspiel auf hohem technischen Niveau den Begriff „Waldhofschule“. Der stärkste Teil der Mannschaft war der sogenannte „Drei-H-Sturm“, bestehend aus Sepp Herberger, Karl Höger und Willi Hutter. Am 18. September 1921 spielten die drei Mannheimer Angreifer gemeinsam in der Nationalmannschaft. Für Herberger war es die erste Berufung in die deutsche Auswahl, er erzielte zwei Tore beim 3:3-Unentschieden in Helsinki gegen Finnland.

### Die Berufsspieler-Affäre
Sepp Herberger war durch seine Leistungen in den Nachkriegsjahren auch für andere Vereine, und insbesondere für die Mannheimer Lokalrivalen VfR und FC Phönix, die der SV Waldhof in den vergangenen beiden Spielzeiten hinter sich gelassen hatte, zu einem begehrten Spieler geworden. Herberger lief wegen seiner Berufung in die Nationalmannschaft am zeitgleich stattfindenden ersten Spieltag der Runde 1921/22 nicht für die Waldhöfer auf. Anlässlich des Länderspiels hatte der Mannheimer General-Anzeiger in seiner Vorschau aber auch „Herberger (Phönix Mannheim)“ angekündigt und ergänzt, dass sich die Phönix-Mannschaft derzeit unter seinem Training auf die Runde vorbereite. Für Phönix hatte Herberger aber noch nie gespielt, und dies sollte auch nicht eintreten, denn an dem auf das Länderspiel folgenden zweiten Spieltag, am 25. September, trat Herberger zum Spiel des VfR Mannheim gegen den MFC Phönix 02 (3:1) nicht etwa für Phönix, sondern für die Heimmannschaft an.
Der Auslöser für den Wechsel der Waldhöfer Herberger und Höger zu Phönix war ein Handgeld von jeweils 10.000 Mark, das die beiden Nationalspieler für den Übertritt erhielten – diese Summe entsprach damals dem Dreifachen des Jahresgehalts eines Facharbeiters. Herberger hatte das Geld aber bereits nach einer Woche zurückgegeben, auch, weil die Phönix-Verantwortlichen frühere Zusagen in Bezug auf eine Trainerausbildung nicht eingehalten hatten. Er ging stattdessen zum VfR Mannheim, wo sich der frischgebackene Sportlehrer Otto Nerz und die Vereinsführung vorgenommen hatten, den Verein wieder zur Nummer eins im Mannheimer Fußball zu machen. Den Wechsel hatte man ihm aber ebenfalls mit materiellen Vorzügen – einer Stelle bei der Dresdner Bank sowie einer mietfreien Wohnung samt neuer Kücheneinrichtung – schmackhaft gemacht.
Bei Phönix reagierte man verärgert über Herbergers Entscheidung und zeigte ihn und sich selbst wegen Verstoßes gegen die Amateurstatuten an. Herberger wurde daraufhin vom Verband lebenslang gesperrt. Herberger legte gegen das Urteil Berufung ein, woraufhin die Sperre im März 1922 auf ein Jahr reduziert wurde, sodass er bereits im Herbst 1922 wieder in der Aufstellung des VfR Mannheim stand.

### VfR Mannheim, 1922 bis 1926
Nach der Aufhebung der Sperre wurde Herberger beim VfR durchaus nicht mit offenen Armen empfangen, auch wenn Trainer Otto Nerz sich für ihn starkmachte. Nicht nur aufgrund der „Berufsspieler-Affäre“, sondern vor allem aufgrund seiner Herkunft aus dem „Proletenviertel“ Waldhof passte er in den Augen einiger Vereinsmitglieder nicht zum bürgerlichen VfR. Auf dem Waldhof wiederum nahm man ihm übel, ausgerechnet zum Erzrivalen übergetreten zu sein, so dass jedes Auswärtsspiel des VfR beim SV Waldhof für Herberger zum Spießrutenlaufen wurde. Selbst sein Bruder Johann brach den Kontakt zu ihm ab, nachdem er von dem Wechsel gehört hatte. Herberger ließ sich in dieser Phase von seinem Weg nicht abbringen, weder verleugnete er bei den „Bürgerlichen“ seine Wurzeln in der Arbeiterklasse, noch rechtfertigte er sich bei den Waldhöfern für die neue sportliche Perspektive.
Sportlich übernahm Herberger nach seiner Rückkehr im Herbst 1922 bald die Spielregie, er wurde zur dominierenden Persönlichkeit der Mannschaft. Der Höhepunkt seiner vier Jahre beim VfR war der Gewinn der süddeutschen Meisterschaft 1925: Herberger erzielte in den acht Endrundenspielen acht Tore, darunter den entscheidenden Treffer zum 1:0-Sieg gegen den amtierenden deutschen Meister 1. FC Nürnberg. In der Endrunde um die deutsche Meisterschaft 1925 scheiterte der VfR jedoch frühzeitig, während der FCN seinen Vorjahrestitel verteidigen konnte.
Die Fachpresse äußerte sich voller Lob über Herberger, der Kicker bezeichnete ihn als „den besten Mittelstürmer Deutschlands“ und Der Fußball kommentierte am 21. April 1925:

„Er ist zweifellos ein Sturmführer allererster Klasse und technisch ein ganz vorzüglicher Spieler, […] doppelt auffällig durch seine geradezu unscheinbare, für einen Fußballer fast unmöglich scheinende Figur. Er ist der Typus des mit Geist arbeitenden Spielers, der nicht blindlings drauflosspielt, sondern seine Handlungen wohl überlegt.“

Im Sommer 1926 verließ Herberger den VfR Mannheim in Richtung Berlin, kurz nachdem er das letzte seiner 40 Auswahlspiele für Süddeutschland absolviert hatte. Während der Saison 1924/25 war Herberger auch zu zwei weiteren Einsätzen für die Nationalmannschaft nominiert worden. Bei der Begegnung gegen Italien im November 1924, die 0:1 verloren ging, brach er sich den Arm, vier Monate später erfolgte die dritte Berufung im Spiel gegen die Niederlande.

### TeBe Berlin, 1926 bis 1930
Bereits im Jahr 1925 hatte sich Herberger auf den Weg nach Berlin gemacht, um an einem vierwöchigen Kurs des DFB für Trainer teilzunehmen. Zu diesem hatte ihn Otto Nerz, sein Mannheimer Vorbild und Förderer, der inzwischen sein Studium an der Deutschen Hochschule für Leibesübungen abgeschlossen hatte und nun dort lehrte, eingeladen. Nerz erkrankte aber kurz vor Kursbeginn an einer Bauchfellentzündung und DFB-Präsident Felix Linnemann, den Herberger vier Jahre zuvor auf der Länderspielreise nach Finnland kennengelernt und dem er von seinem Berufswunsch, Sportlehrer zu werden, erzählt hatte, bestimmte kurzentschlossen Sepp Herberger zum Leiter des Kurses. Herberger bezeichnete diese Berufung später als seine „Sternstunde“ und einen entscheidenden Augenblick in seinem Leben. Der Leiter der Hochschule, Carl Diem, der Herbergers Vorträge und praktische Arbeit bei diesem Kurs beobachtet hatte, bot ihm anschließend ein Studium an, das Herberger aufgrund einer Ausnahmeregelung für besonders Begabte auch ohne Abitur aufnehmen könne.
Im Sommer 1926 siedelte Herberger nach Berlin über, um sein Studium zu beginnen. Sein neuer Verein hieß Tennis Borussia Berlin, wobei auch der Vorsitzende von Hertha BSC, Rindersbacher, ein gebürtiger Mannheimer, Herberger zu einem Wechsel zu seinem Verein bewegen wollte. Hertha zählte zu diesem Zeitpunkt zu den besten deutschen Fußballmannschaften und hatte Monate zuvor erstmals das deutsche Meisterschaftsendspiel erreicht. Doch Otto Nerz, der neben seinem Studium zunächst als Spieler, dann als Trainer von Tennis Borussia gewirkt hatte, überredete Herberger, zu TeBe zu gehen. Als indirekte „Vergütung“ war ihm zudem eine mit einem Monatsgehalt von 350 Mark bezahlte Anstellung beim Bankhaus „Fürstenberg und Klocke“ angeboten worden, deren Inhaber zu den Mäzenen des Vereins gehörten. Beim VfR wurde an Herberger für diesen Wechsel kein gutes Haar gelassen, man warf ihm vor, nur wegen des Geldes zu Tennis Borussia gewechselt zu sein – obwohl jeder wusste, dass er vier Jahre zuvor aus genau denselben Gründen zum VfR gekommen war.
Mit der Verpflichtung von Herberger, der im ersten Jahr zugleich als „ehrenamtlicher“ Trainer fungierte, bis Walter Hollstein engagiert wurde, strebte die Vereinsführung von Tennis Borussia an, der Hertha Paroli zu bieten. Seit 1923 in der Oberliga Berlin-Brandenburg vertreten, hatte sich die Mannschaft unter Trainer Nerz bis 1926 zu einer der besten Berliner Mannschaften entwickelt. Die Hertha, die von 1926 an sechs Mal in Folge das deutsche Meisterschaftsfinale erreichte und zwei Mal den Titel holte, erwies sich aber trotz der Bemühungen von TeBe als zu stark. Immerhin gelang es der Mannschaft um Herberger in den Jahren 1928 und 1929, das Meisterschaftsrennen bis zuletzt spannend zu halten: Erst in einem Entscheidungsspiel um den Oberliga-Titel setzte sich die Hertha jeweils durch.
Im Sommer 1930 beendete Sepp Herberger schließlich seine Laufbahn als Spieler. Der 33-jährige hatte sein Studium als „Diplom Turn- und Sportlehrer“ abgeschlossen und wollte nun als Trainer arbeiten. Nach seinem letzten Pflichtspiel, der 1:4-Niederlage in der Endrunde der deutschen Meisterschaft gegen die SpVgg Fürth, hatte die „Fußballwoche“ kommentiert:

„Und noch eine Säule der Tennis-Mannschaft schwankte gehörig. Eine, die allerdings auch schon etwas altersschwach geworden ist, soweit es sich um das Bestreiten großer Fußballkämpfe handelt: Herberger.“

### Bilanz als aktiver Spieler
Herbergers größter Erfolg als Spieler blieb die gewonnene Südmeisterschaft 1925 mit dem VfR Mannheim. In Auswahlmannschaften lief er insgesamt 40 Mal für Süddeutschland und 16 Mal für die Berliner Stadtauswahl auf. Dass er als Nationalspieler lediglich auf drei Einsätze kam, hing mit Annahme des Handgeldes des MFC Phönix zusammen. Trotz seiner Begnadigung 1922 und den darauffolgenden Leistungen beim VfR ignorierte ihn der für die Nominierung zuständige Spielausschuss des DFB zunächst. Er hatte zudem Pech, dass es, nachdem er Ende 1924 und Anfang 1925 endlich wieder für die Nationalelf auflaufen durfte, bei diesen insgesamt drei Einsätzen blieb, denn Mitte der 1920er Jahre wurden aus Kostengründen nur wenige Länderspiele ausgetragen: In den Jahren 1925 bis 1927 gab es jährlich höchstens vier Begegnungen. Da Herberger bei den Olympischen Spielen 1928 als reamateurisierter Berufsspieler nicht startberechtigt war, berief ihn auch Reichstrainer Otto Nerz nicht mehr in die deutsche Auswahl.
Aus Herbergers familiärem Umfeld kamen nach ihm noch folgende zum Fußball: Sein acht Jahre jüngerer Neffe Jakob Hörner (1905–1958), Sohn von Herbergers Schwester Ida, kam von MFC Phönix ebenso zum SV Waldhof, ehe er zum 1. FC Pforzheim wechselte und dort Kreismeister wurde. Der Neffe Paul Halter (1913–1992) stürmte um 1930 in der ersten Elf des SV Waldhof. Peter Bauer (1913–1946), Sohn von Herbergers Schwester Anna, begann zusammen mit dem späteren Nationalstürmer Otto Siffling in der Jugend des SV Waldhof. Johann Herberger – ein Großneffe aus dem Heimatort seines Vaters – war in den 1940er und 1950er Jahren u. a. beim 1. FC Nürnberg, FC Bayern München und VfB Stuttgart aktiv, wurde deutscher Vizemeister und später von Sepp Herberger von 1937 bis 1944 zu DFB-Lehrgängen berufen. Als Trainer war Johann Herberger in New York engagiert, wo er u. a. Fritz Herberger (geb. 1931) trainierte, der in einer der großen Fußballligen Nordamerikas spielte. Walter Blum (1921–1944), Sohn von Sepp Herbergers Großcousine Helene Blum, wuchs in Mannheim-Waldhof als begeisterter Straßenfußballer auf und lebte kurzzeitig wie Herberger sowohl in der Spiegelkolonie als auch im Haus von Max Rath in F 3, 13, allerdings zeitversetzt, so dass beide sich wohl nicht kannten. Als „Halbjude“ wurde er mit der Häftlingsnummer 104905 in das KZ Auschwitz deportiert, wo er im Alter von 23 Jahren im Beisein seines Freundes Ernst W. Michel an den Folgen einer Tuberkulose starb. 2012 und 2015 wurden Stolpersteine in Geldern und Mannheim für ihn gesetzt.

## Vom Vereins- zum Reichstrainer, 1930 bis 1945

### Trainer bei TeBe Berlin und dem Westdeutschen Fußballverband

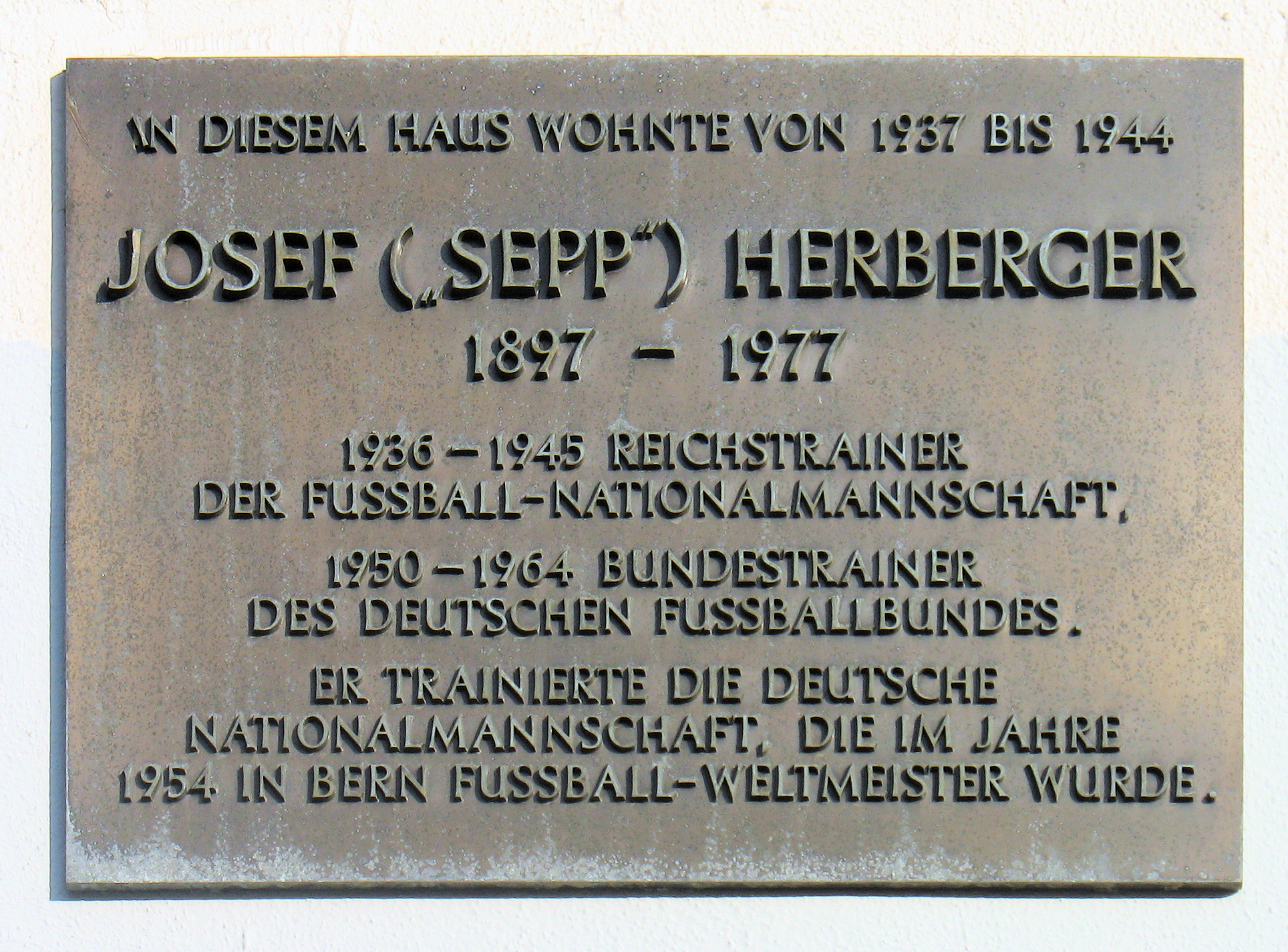
Gedenktafel am Haus Bülowstraße 89, in Berlin-Schöneberg

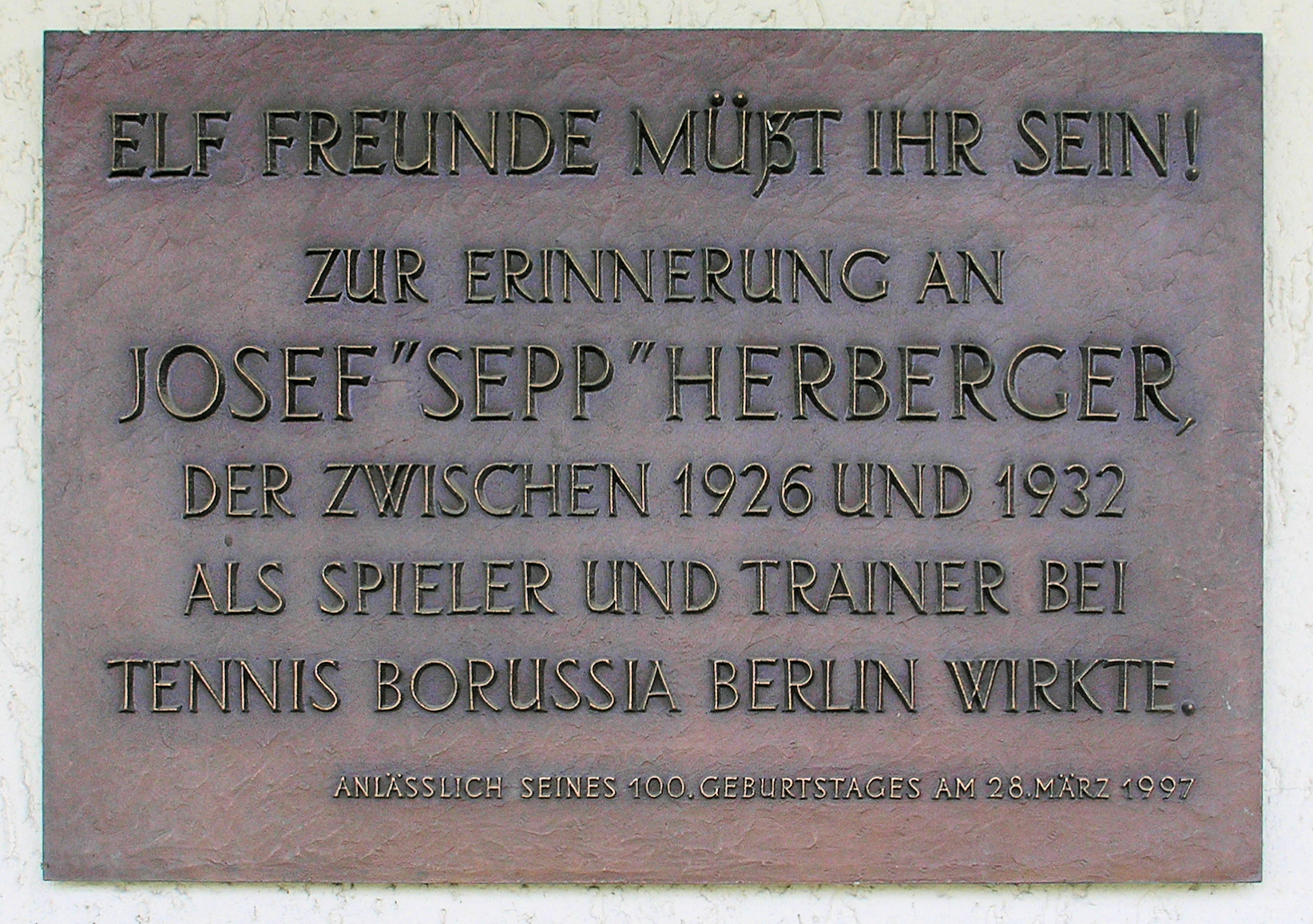
Gedenktafel im Berliner Mommsenstadion

Was Sepp Herberger als Spielertrainer nicht erreicht hatte, konnte er als hauptamtlicher Trainer von Tennis Borussia Berlin verwirklichen: den Gewinn der Berliner Stadtmeisterschaft. In der Runde 1930/31 lief zunächst alles wie gehabt: Zwar sicherte sich TeBe mit großem Vorsprung die Meisterschaft in der Staffel B der Oberliga, unterlag aber wie schon in den drei Jahren zuvor in den Endspielen Hertha BSC. 1931/32 hieß der Gegner in den Endspielen nicht Hertha, sondern Minerva 93 Berlin. Gegen die Überraschungsmannschaft aus dem Bezirk Tiergarten, die in der Staffel A Serienmeister Hertha BSC mit drei Punkten hinter sich gelassen hatte, wurde die Elf von Sepp Herberger durch ein 4:2 und ein 2:2 in den Endspielen erstmals Berliner Fußballmeister.
Zu diesem Zeitpunkt stand bereits fest, dass Herberger Berlin im Sommer 1932 verlassen würde. Schon im Frühjahr 1932 hatte er die Stelle des Verbandstrainers beim Westdeutschen Spiel-Verband (WSV) angeboten bekommen. Der Posten war vakant geworden, weil der bisherige Trainer Kurt Otto, ein ehemaliger Kommilitone und guter Freund Herbergers, zum FC Schalke 04 gewechselt war. Herberger stand zwar noch bei Tennis Borussia unter Vertrag, dieser lief aber zum Ende der Spielzeit aus, so dass er das Angebot annahm und am 1. August 1932 in der Sportschule Duisburg-Wedau antrat. Der Westdeutsche Spiel-Verband umfasste 1932 ein Gebiet, das weit über die Grenzen des heutigen Bundeslandes Nordrhein-Westfalen hinausging. Herberger war für die Sichtung und Schulung von Nachwuchstalenten ebenso verantwortlich wie für Kurse für Spitzenspieler und die Zusammenstellung der Verbandsauswahl. Der größte Teil der westdeutschen Auswahl zählte auch zum Kader der Nationalmannschaft, so dass Herbergers Arbeit für Reichstrainer Nerz von besonderer Bedeutung war. Die Nationalmannschaft, die am 22. Oktober 1933, also gut ein Jahr nach Herbergers Amtsantritt, in Duisburg Belgien mit 8:1 besiegte, bestand erstmals ausschließlich aus Spielern aus Westdeutschland. Einen Großteil der Akteure hatte Herberger entdeckt und gefördert.
Mit der Machtergreifung der Nationalsozialisten änderten sich nur wenige Monate später auch im Sport die Strukturen grundlegend. Die sieben Landesverbände des Deutschen Fußball-Bundes lösten sich nach und nach auf, die Vereine wurden „gleichgeschaltet“ und der Spielbetrieb nunmehr in den 16 Gauen des Deutschen Reichsbundes für Leibesübungen, der neuen Dachorganisation für den Sport, organisiert. Der DFB bestand als Organisation auf dem Papier noch bis 1940 weiter fort, um die Mitgliedschaft beim Fußball-Weltverband FIFA und damit die Teilnahme an Weltmeisterschaften nicht zu gefährden. Faktisch oblagen ab 1934 aber alle Zuständigkeiten im deutschen Fußball dem Fachamt Fußball des DRL. Die Führungspersonen blieben indes dieselben: Felix Linnemann, seit 1925 DFB-Präsident, wurde 1934 Leiter des Fachamtes und Otto Nerz war weiterhin für die Nationalmannschaft verantwortlich.
Herberger, der zum 1. Mai 1933 in die NSDAP eingetreten war (Mitgliedsnummer 2.208.548), assistierte nach Auflösung des westdeutschen Verbandes Reichstrainer Otto Nerz, der die Zuarbeit Herbergers in dessen Funktion als Verbandstrainer schätzen gelernt hatte. Nach der erfolgreich verlaufenen Weltmeisterschaft 1934, die die deutsche Mannschaft mit Platz drei abschloss, arbeitete Nerz auf das nächste große Ereignis, die Olympischen Spiele 1936 in Berlin, hin. Da England wie schon bei der WM 1934 fehlte und Weltmeister Italien nur seine Amateurmannschaft schicken konnte, waren die Erwartungen an das deutsche Team hoch. Doch die Hoffnungen auf eine Goldmedaille im olympischen Fußballturnier erfüllten sich nicht. Am 7. August 1936 unterlag die deutsche Mannschaft vor den Augen Adolf Hitlers Außenseiter Norwegen und schied damit frühzeitig aus.

### Der Machtkampf mit Otto Nerz
Als am 13. September 1936 das erste Länderspiel nach den Olympischen Spielen in Warschau stattfand, bestimmte das Fachamt Fußball Sepp Herberger als Betreuer der Nationalmannschaft. Otto Nerz, der sich zum Zeitpunkt des Spiels in Urlaub befunden hatte, war aber nicht bereit, seine Position widerstandslos aufzugeben; bei den darauf folgenden Begegnungen saß er wieder auf der Bank. Zwar hatte Nerz, dessen allmählicher Rückzug ebenso vorgesehen war wie die Person Herbergers als Nachfolger, am 1. April des Jahres bereits seinen Dienst an der Reichsakademie angetreten, doch wollte Nerz neben seiner hauptberuflichen Tätigkeit weiter Chef der Nationalmannschaft bleiben – Herberger sollte ihm nach seinen Vorstellungen die praktische Arbeit auf dem Platz abnehmen und dafür den Titel „Reichstrainer“ bekommen. Am 2. November 1936 wurde Herberger zwar zum Reichstrainer ernannt, Nerz blieb aber durch eine Ernennung zum „Referent für die Nationalmannschaft“ sein Vorgesetzter. Mit dieser Rolle gab sich der ehrgeizige Sepp Herberger aber nicht zufrieden, so dass sich zwischen den beiden ein Machtkampf entwickelte, der sich bis zum offiziellen und endgültigen Rücktritt von Otto Nerz im Mai 1938 hinzog.
In der Vorbereitung auf das nächste große Ziel, die Weltmeisterschaft 1938 in Frankreich, setzte das Trainerduo auf die Kernmannschaft der WM von 1934, ergänzt um Nachwuchsspieler wie Kitzinger und Kupfer von Schweinfurt 05 oder die Schalker Gellesch und Urban. Aus diesem Kader stellten Herberger und Nerz eine Mannschaft zusammen, die im Jahr 1937 in zehn von elf Begegnungen als Sieger vom Platz ging, darunter in den drei Qualifikationsspielen zur Weltmeisterschaft. Aus diesen Spielen ragte das Freundschaftsspiel im März in Breslau heraus, in dem Deutschland gegen Dänemark mit 8:0 siegte. Die deutsche Mannschaft, die durch dieses Spiel als „Breslau-Elf“ in die Annalen einging, überzeugte nicht nur durch das Ergebnis, sondern widerlegte eindrucksvoll das Vorurteil, dass deutsche Fußballer nur rennen und kämpfen, aber keinen technisch sowie taktisch anspruchsvollen Fußball bieten könnten. Im Frühjahr 1938 hatten Nerz und Herberger ihren Kader für die WM bereits größtenteils im Kopf und blickten voller Zuversicht auf das bevorstehende Turnier, obwohl Urban und Helmut Schön verletzungsbedingt ausfielen.
Doch die Politik machte ihre Planungen zunichte. Nach dem Anschluss Österreichs am 13. März 1938 sollte nach den Vorstellungen der Machthaber eine großdeutsche Mannschaft bei der Weltmeisterschaft auflaufen. Sie sollte sich nach den Vorstellungen der Politiker gleichermaßen aus dem „Altreich“ und der „Ostmark“ zusammensetzen, also aus sechs Spielern aus der einen und fünf Spielern aus der anderen der bisher bestehenden Mannschaften. Angesichts der unterschiedlichen Spielsysteme der bis dahin bestehenden Mannschaften, der gegenseitigen Antipathien der Spieler sowie der zur Verfügung stehenden Zeit von nur wenigen Wochen war dies ein schwieriges Unterfangen. Otto Nerz nutzte diese Gelegenheit für seinen endgültigen Rücktritt vom Traineramt am 12. Mai. Herberger wehrte sich vergeblich gegen diese Vorgabe, Fachamtsleiter Linnemann entgegnete auf seine Einwände unmissverständlich:

„Auch in unserem Falle muss nach außen hin der Zusammengehörigkeit mit den ins Reich heimgekehrten Österreichern sichtbarer Ausdruck gegeben werden. Es kann nur eine Mannschaft nach Frankreich gehen – und zwar eine großdeutsche. […] Der Reichsführer wünscht ein 6:5 oder 5:6. Die Geschichte erwartet das von uns.“

### Die Weltmeisterschaft 1938
Herberger hatte nur zehn Wochen Zeit, eine Mannschaft zusammenzustellen. Für den 23. Mai berief er 22 Spieler, 13 Deutsche und neun Österreicher, jetzt Vertreter der „Ostmark“, in die Sportschule Duisburg-Wedau. Diese blieb auch für die Zeit des WM-Turniers das Quartier der Mannschaft, für eine Unterkunft in Frankreich fehlte es an Devisen. Am 2. Juni reisten lediglich 15 Spieler, begleitet vom Reichstrainer, einem Masseur und einem Funktionär, mit dem Zug nach Paris, aus Kostengründen musste der Rest des Mannschaftskaders das Achtelfinalspiel – die WM-Endrunde wurde wie schon 1934 im K.-o.-System ausgetragen – gegen die Schweiz per Radio verfolgen. In einem Teil der Fachpresse „fehlt(e) uns für diese Maßnahme das Verständnis“, so Ernst Werner in der Fußball-Woche. Die deutsche Elf, die in Paris auflief, bestand aus sechs Deutschen und fünf Österreichern und hatte in dieser Aufstellung noch nie zusammen gespielt. Dass Fritz Szepan nicht nominiert war, stieß auf mühsam verhohlenes Unverständnis, war aber anscheinend nicht Herbergers alleinige Entscheidung.
Das Spiel fand im Pariser Prinzenpark statt, und schon beim Einlaufen zeigten die einheimischen Zuschauer, wen sie während der Partie unterstützen würden: Die deutsche Mannschaft wurde mit Flaschen, Eiern und Tomaten beworfen. Nach 90 Minuten stand es 1:1, und da bei brütender Hitze in der Verlängerung keines der beiden Teams ein Tor erzielte, musste ein Wiederholungsspiel angesetzt werden; ein Elfmeterschießen zur Ermittlung eines Siegers war damals noch nicht üblich. Fünf Tage darauf schickte Herberger eine gleich auf sechs Positionen veränderte Mannschaft auf den Platz – an die „6+5-Regel“ hielt er sich aber auch in diesem Spiel. Dieses Mal stürmte auch Szepan für Deutschland, desgleichen der bis dahin kranke „Pepi“ Stroh, doch gegen die starken Schweizer reichte selbst eine 2:0-Führung nicht. Herbergers Elf unterlag in einer erneut sehr feindseligen Atmosphäre den Eidgenossen mit 2:4 und schied aus dem Wettbewerb aus.
Nach der verpatzten Weltmeisterschaft 1938 vergingen drei Monate, bis die Nationalmannschaft wieder zu einem Spiel auflief. Herberger nutzte die Zeit, um die beiden beim WM-Turnier hastig kombinierten Mannschaften zu vereinen – nunmehr ohne den Zwang einer „6+5-Formel“. Als nächstes sportliches Ziel standen die Olympischen Spiele 1940 in Japan an und für 1942 hatte die FIFA Deutschland die Ausrichtung der nächsten Weltmeisterschaft in Aussicht gestellt. Die in Teilen in die Jahre gekommene Mannschaft – Leistungsträger wie Szepan, Janes, Goldbrunner und Lehner waren inzwischen über 30 Jahre alt – musste dringend „verjüngt“ werden. So kamen Talente wie Hans Biallas aus Duisburg, Willi Arlt aus Riesa und der genesene Dresdner Schön im Herbst 1938 zu ihren ersten Länderspieleinsätzen, darüber hinaus kamen die Wiener Peter Platzer und Franz Binder, die zuvor schon für Österreich aufgelaufen waren, zu ihrem Debüt für die „großdeutsche“ Mannschaft. Der erste ernsthafte Test nach der Weltmeisterschaft fand im März 1939 in Florenz statt, wo Deutschland auf Weltmeister Italien traf. Er verlief für Herbergers neu formierte Mannschaft trotz der 2:3-Niederlage zufriedenstellend.

### Fußball in den Kriegsjahren
Schon vor der Entfesselung des Zweiten Weltkrieges am 1. September 1939 fielen aufgrund der sich zuspitzenden politischen Lage mehrere bereits vereinbarte Länder- und Testspiele aus. Insbesondere Frankreich, England und die Niederlande waren nicht mehr zu sportlichen Vergleichen mit Deutschland bereit. Trotz der internationalen Isolation und der Kriegsereignisse lief die deutsche Mannschaft zwischen 1939 und November 1942 häufiger auf als je zuvor: 15 Spiele fanden 1939 statt, jeweils zehn Begegnungen 1940 und 1942 sowie neun 1941. Gegner waren Bündnispartner wie Bulgarien, Jugoslawien oder Italien oder neutrale bzw. besetzte Staaten (Böhmen-Mähren, Dänemark, Finnland, Schweden, Schweiz). Die Kriegshandlungen führten in Deutschland zwar zu einer Unterbrechung des Ligaspielbetriebs, die Nationalmannschaft hingegen trat schon am 24. September, drei Wochen nach Kriegsbeginn, zu einem Spiel in Budapest gegen Ungarn an. Sowohl mangelnde physische Form und Verfassung der Spieler als auch fehlende Vorbereitung führten zu einer 1:5-Niederlage, der höchsten seit 1931.
Um 1940 entspann sich ein konzeptioneller Streit über das sogenannte WM-System zwischen Reichstrainer Herberger und Karl Oberhuber, dem bayerischen NS-Sportbereichsführer und Chefadjutanten des bayrischen Gauleiters Adolf Wagner. Oberhuber empfand das von Herberger gespielte WM-System (die Grundpositionen der Spieler ähneln hier dem Schriftbild der Großbuchstaben W und M) bei dem der Mittelläufer im Vergleich zu früheren Spielsystem zurückgezogen wurde, als ein System, das „durch die Jahre des Pazifismus des vergangenen und überwundenen System vor 1933“ geprägt wurde, und sprach sich für ein stark offensives Schema aus, das den Blitzkrieg auf das Fußballfeld übertragen sollte. Die Kontroverse, die auch von den Fachzeitschriften „Der Kicker“ und „Fußball“ aufgenommen wurde, endete im Spätsommer 1941 nach der Entmachtung Oberhubers.
Auch wenn er seit 1933 Mitglied der NSDAP war und sich stets mit dem System arrangierte, konnte Herberger der allgemeinen Kriegsbegeisterung nichts abgewinnen. Unmittelbar nach Ausbruch des Krieges fühlte er sich wie gelähmt, wie schon in früheren Situationen seines Lebens musste er feststellen:

„Als meine Arbeit so weit war, daß sie Früchte bringen sollte, wurde sie von Grund auf zerstört. Zunächst einmal brutal gestoppt.“

Die politische Führung hatte zwar schon kurz nach Kriegsbeginn Weisungen erlassen, den internationalen Sportbetrieb fortzuführen, Reichstrainer Herberger stellte diese Aufgabe aber vor erhebliche Probleme, denn durch die Einberufung eines Großteils seiner Spieler zur Wehrmacht war zunächst jede Verbindung abgerissen. Nach und nach meldeten sich seine Schützlinge bei ihm zurück. Herberger kümmerte sich nunmehr nicht nur um das sportliche Wohl seiner Spieler, sondern versuchte, sie von der Front fernzuhalten und auf sichere Posten versetzen zu lassen. Hierzu nutzte er seine zahlreichen Kontakte wie den zu Hermann Graf, der zum erweiterten Kader der Nationalelf gehört hatte und nun die Militärmannschaft Rote Jäger betreute.
Unmittelbar nachdem Goebbels in seiner Sportpalastrede vom 18. Februar 1943 zum „totalen Krieg“ aufgerufen hatte, erließ Reichssportführer Hans von Tschammer und Osten folgende Anordnungen:

„1. Die Leibesertüchtigung des Volkes ist kriegswichtig. […] 2. Sportliche Veranstaltungen und Wettkämpfe örtlichen und nachbarschaftlichen Charakters sind bis zur Gaustufe zur Erhaltung des Arbeits- und Leistungswillens durchzuführen. […] 3. Länderkämpfe, internationale Wettkämpfe, Meisterschaften in der Reichsstufe usw. sind bis auf weiteres abzusetzen, weil Frontsoldaten nicht mehr verfügbar sind und Personen, die im Arbeitseinsatz stehen, hierfür nicht mehr beurlaubt werden sollen.“

Da keine Länderspiele mehr stattfinden durften, blieb der Auftritt der Nationalmannschaft im November 1942 in Preßburg gegen die Slowakei, der mit 5:2 und damit dem 100. Sieg der deutschen Elf endete, der letzte für acht Jahre. Für die meisten Akteure dieses Spiels war es der letzte Einsatz als Nationalspieler, mit Ausnahme von Fritz Walter und Andreas Kupfer lief nach dem Krieg keiner von ihnen für die deutsche Mannschaft auf.
Der Spielbetrieb in den Ligen wurde jedoch fortgeführt, wenn auch unter immer schwierigeren Bedingungen, und Herberger reiste zu den Vereinen überall im Land, um ihnen bei der Sichtung zu helfen und um weiter Lehrgänge zu organisieren. Daneben erhielt Herberger eine neue Aufgabe als Truppenbetreuer im besetzten Norwegen. Er hielt sich auch in Oslo auf, als am 29. Januar 1944 die Herbergersche Wohnung in Berlin-Schöneberg ausgebombt wurde. Seine Frau war vor den zunehmenden Bombenangriffen auf Berlin längst zu ihren Eltern nach Weinheim geflüchtet, und Herberger zog ebenfalls an die Bergstraße, eine Genehmigung dafür hatte er vorsorglich beantragt. Erst im Juni 1944 wurde er wieder nach Oslo abberufen. In der Zwischenzeit hatte Herberger im April einen Lehrgang in Luxemburg zum „ersten Wiederanfang“ beim Aufbau einer Nationalmannschaft veranstaltet; auf der Rückfahrt wurde Herbergers Zug von Tieffliegern beschossen. Im Juni besuchte er das Endspiel um die deutsche Fußballmeisterschaft 1944. Das Finale vor 70.000 Zuschauern im Berliner Olympiastadion, in dem der Dresdner SC den Luftwaffen-Sportverein Hamburg besiegte, war das letzte bis 1948, denn an einen geregelten Spielbetrieb war im Deutschen Reich kaum noch zu denken.
Am 25. September 1944 wurde Herberger als Soldat eingezogen, sein Dienst auf dem Fliegerhorst Dievenow (vermutlich bei der Luftnachrichtenschule 6 (See)) dauerte allerdings nur wenige Tage, dann wurde er krankheitsbedingt entlassen.

## Bundestrainer, 1950 bis 1964

### Aufbau der Nationalmannschaft nach dem Zweiten Weltkrieg
Auf den Tag genau acht Jahre nach dem letzten Kriegsländerspiel 1942 gegen die Slowakei fand das erste Nachkriegsländerspiel am 22. November 1950 in Stuttgart gegen die Schweiz statt. Der Deutsche Fußball-Bund war zwei Monate zuvor auf einer Tagung des Exekutivkomitees in Brüssel wieder in den Weltverband FIFA aufgenommen worden und die Eidgenossen stellten sich – wie schon nach dem Ersten Weltkrieg – als erster Länderspielpartner für die deutsche Mannschaft zur Verfügung. Vor 115.000 Zuschauern im überfüllten Stuttgarter Neckarstadion setzte sich die DFB-Elf mit einem von dem Bremer Herbert Burdenski in der 42. Minute verwandelten Handelfmeter mit 1:0 durch.
Der Reichstrainer a. D., Sepp Herberger, war nach seinem Entnazifizierungsverfahren – er wurde in die Gruppe der „Mitläufer“ eingestuft und mit einem Sühnebescheid über 500 Reichsmark belegt – offiziell erst im Februar 1950 in das Amt eines Bundestrainers berufen worden, nachdem am 21. Januar in Stuttgart die rechtsverbindliche Wiedergründung des DFB statuiert worden war. Er hatte aber schon Mitte November 1949 in der Sportschule Duisburg-Wedau seinen ersten Nachkriegslehrgang für den Aufbau der Nationalmannschaft abgehalten. Zuvor war der ehemalige Reichstrainer auf Vermittlung von Carl Diem ab dem 1. Juni 1947 bereits als Fußballdozent an der neuen Sporthochschule Köln im Dienst gewesen, wo er bis Sommer 1950 Lehrgänge für Fußballtrainer durchführte. Durch die regionalen Auswahlspiele der Landesverbände – den Anfang machten Süddeutschland gegen Westdeutschland am 24. März 1946 in Stuttgart – und die flächendeckende Aufnahme des Oberligaspielbetriebs ab der Saison 1947/48 – der Süden startete bereits am 4. November 1945 –, hatte Herberger die Möglichkeit gehabt, die Spieler im regelmäßigen Wettbewerbsspielbetrieb zu beobachten, die für seine neue Nationalmannschaft in Frage kommen konnten. Noch näher am Geschehen war er in den Nachkriegsjahren gewesen, als er bei mehreren Vereinen, bei denen Nationalmannschaftskandidaten spielten, darunter Eintracht Frankfurt, VfR Mannheim, Stuttgarter Kickers und vor allem beim 1. FC Kaiserslautern, kurzzeitig das Training übernahm. Angebote von verschiedenen Vereinen, dauerhaft als Trainer tätig zu werden, lehnte Herberger jedoch ab.
Dem Sportlehrer wurde der 1. FCK mit seinem Lieblingsschüler Fritz Walter zum Nationalmannschafts-Ersatz. Die überragende Klasse von Fritz Walter und das gute Abschneiden der Betzenbergelf in den Anfangsjahren der Oberliga-Ära – 1951 und 1953 Deutscher Meister sowie 1948, 1954 und 1955 Vizemeister – bestärkten Herberger über Jahre am Festhalten des „Lauterer Blockes“ um seinen Kapitän und Spielmacher im Mittelfeld. Er wusste, wie man um den Führungsspieler Walter, der ein Allrounder war und zugleich Aufgaben in Abwehr- und Offensivbereichen beherrschte, eine Mannschaft von Weltklasseformat aufbauen konnte. Deshalb versuchte er vor der Weltmeisterschaft 1954 das Störpotential schon im Vorfeld auszuschalten – Atletico Madrid machte seinem Musterschüler 1951 ein Angebot über 225.000 DM für zwei Jahre auf die Hand, außerdem ein Monatsgehalt von einigen Tausend –, und Herberger ließ alle Verbindungen spielen, dass „der Fritz“ seine Wäscherei und eine Totohauptstelle bekam und zufrieden war, und hielt dazu auch engen Kontakt zu dessen Ehefrau Italia.
Schon bei der Aufnahme des internationalen Spielbetriebs mit dem Länderspiel gegen die Schweiz hatte Herberger in seiner Formation mit Torhüter Toni Turek, Bernhard Klodt, Max Morlock, Ottmar Walter und dem verletzt fehlenden Kapitän Fritz Walter fünf Spieler dabei, die vier Jahre später beim Weltmeisterschaftsturnier 1954 zu den Stammkräften zählen sollten. 1951 debütierten bei ihm die Spieler Werner Kohlmeyer, Werner Liebrich, Josef Posipal und Helmut Rahn und 1952 kamen Horst Eckel, Erich Retter und Hans Schäfer dazu. Als Letzter stieß der Fürther Außenläufer Karl Mai im WM-Qualifikationsspiel am 11. Oktober 1953 gegen das Saarland zur Herberger-Mannschaft.
Neben seiner sich spätestens beim Weltmeisterschaftsturnier in der Schweiz als erfolgreich herausgestellten Personalauswahl waren seine regelmäßigen Besuche bei den Vereinen und seine appellierenden Briefe an die Spieler weitere Mittel zur Leistungsverbesserung seiner Nationalmannschaftskandidaten. Fritz Walter gibt solch eine „Ansprache“ in seinem Buch über Herberger mit folgenden Worten wieder:

„Männer, wenn die anderen in eurem Verein dienstags und donnerstags trainieren, dann nehmt ihr noch den Montag, den Mittwoch und den Freitag dazu. Wenn die anderen an ihr Vergnügen denken, denkt ihr an eure Kondition. Wenn ihr es im Sport zu was bringen wollt, muß sich eure ganze Lebensweise danach richten. Es versteht sich wohl von selbst, daß Rauchen, Trinken und unvernünftiges Essen für einen angehenden Nationalspieler nicht in Betracht kommen.“

Hatte Herberger noch in der Phase des Neuaufbaus der Nationalmannschaft die Niederlagen gegen die Türkei am 17. Juni 1951 in Berlin und gegen Irland am 17. Oktober desselben Jahres in Dublin ohne nennenswerte Kritik überstehen können, so änderte sich das massiv nach der 1:3-Niederlage am 5. Oktober 1952 in Paris gegen Frankreich. „Die Niederlage in Paris wurde geradezu wie ein nationales Unglück aufgenommen“, schrieb Friedebert Becker im „Kicker“. Das Rücktrittsangebot von Fritz Walter, der sensible 32-jährige Spielführer hatte sich nach dem schwachen Spiel der deutschen Mannschaft und seinem persönlichen „schwarzen Tag“ im Stade de Colombes nach dem Spiel völlig deprimiert im verdunkelten Zimmer eingeschlossen und dem Bundestrainer seine Demission angeboten, war dagegen die erste ernsthafte Krise beim Wiederaufbau der Ländermannschaft. Dank seiner Überzeugungskraft und der Mithilfe von Italia Walter konnte er aber seinen „Lieblingsschüler“ von der Wichtigkeit seines weiteren Mitwirkens überzeugen, und der Lauterer war bereits beim folgenden 5:1-Erfolg am 9. November in Augsburg gegen die Schweiz wieder die Zentrale des deutschen Spiels.

### WM-Qualifikation 1954
Am 22. März fand in Köln gegen Österreich das 14. Länderspiel nach der Wiederaufnahme des internationalen Spielbetriebs statt, bevor die Herberger-Schützlinge am 19. August in Oslo in die Qualifikationsspiele gegen Norwegen und das Saarland starteten. Fans und Kritiker überzeugte lediglich der 5:1-Erfolg am 21. November in Hamburg gegen Norwegen. Nach dem 3:1-Sieg am 28. März 1954 in Saarbrücken gegen das von Helmut Schön betreute Saarland überwog trotz der damit erreichten WM-Teilnahme die Kritik bei den Kommentatoren.
Als der 1. FC Kaiserslautern am 23. Mai 1954 in Hamburg das Finale um die deutsche Fußballmeisterschaft überraschend mit 1:5 Toren gegen den norddeutschen Außenseiter Hannover 96 verloren hatte und im 22-köpfigen Aufgebot des DFB für die WM zwar fünf Lauterer, aber kein einziger Akteur vom Meister des Jahres 1954 stand, steigerte sich die Kritik in Häme. Der „Spiegel“ kommentierte die Situation wie folgt:

„Herberger ist in ein paar überalterte, von Hannover abgestrafte Trottel aus Kaiserslautern verliebt – vermutlich ihres katholischen Glaubens wegen.“

Jetzt kam dem Bundestrainer zugute, dass er in der Fähigkeit zur positiven Umdeutung von Katastrophen inzwischen Meister geworden war. Er hielt aus Überzeugung an seiner Auswahl fest, motivierte die Verlierer von Hamburg, es jetzt erst recht den Kritikern zu zeigen, dass sie sich sportlich und charakterlich für den WM-Kader qualifiziert hatten. Herberger war es lieber, Männer im Vorbereitungstrainingslager um sich zu haben, die aus Enttäuschung, Ärger und Verdruss voller Wut darauf brannten, ihren gerade ramponierten Ruf wieder neu aufzupolieren, anstatt sich voller zufriedener Genügsamkeit auf frischem Lorbeer auszuruhen.
Am 26. Mai, nur drei Tage nach dem Endspiel zur deutschen Fußballmeisterschaft, begann in der Sportschule Grünwald in München der zweiwöchige Vorbereitungskurs für die Weltmeisterschaft. Hier führte Herberger durch einen ausgeklügelten Trainingsplan seine Spieler an das internationale Niveau heran: konditionell, technisch, taktisch, in der Motivation und dem Zusammenhalt. Fritz Walter schrieb dazu:

„In den ersten Tagen nahmen uns die Strapazen derartig mit, daß wir immer todmüde in die Betten fielen. Nach einer Woche konnten wir schon allerhand verkraften. Und gegen Ende des Lehrgangs fühlten wir uns leicht und frei. Der Körper war auf Höchstleistung eingestellt. Ähnlich stand es mit der Theorie. Unsere künftigen Gegner waren uns keine Unbekannten mehr. An der Wandtafel und durch Filmvorführungen waren sie uns vertraut geworden. Herberger hatte auf ihre Stärken und auf ihre Schwächen hingewiesen. Nicht umsonst hatte er sie vorher gründlich studiert.“

### WM-Turnier in der Schweiz
Untergebracht im Hotel Belvédère in Spiez am Thunersee, begann für die Mannschaft von Bundestrainer Herberger mit dem Spiel am 17. Juni 1954 im Berner Wankdorfstadion gegen das gesetzte Team aus der Türkei das Weltmeisterschaftsturnier. Am rechten Flügel zog er den Kombinationsfußballer „Berni“ Klodt dem Individualisten Helmut Rahn vor und als Abwehrchef fungierte der Hamburger Josef Posipal. Nach Toren von Schäfer, Klodt, Ottmar Walter und Morlock wurden die Spieler vom Bosporus mit 4:1 Toren bezwungen. Drei Tage später, am 20. Juni, stand im Basler St.-Jakob-Stadion vor 55.531 Zuschauern gegen den eindeutigen Turnierfavoriten Ungarn die zweite Begegnung in der Vorrunde an. In einer taktisch geprägten Entscheidung setzte Herberger auf ein Entscheidungsspiel gegen die Türkei, das im Fall einer Niederlage über das Weiterkommen entscheiden müsste, und trat gegen die magyarische „Wunderelf“ um Ferenc Puskás zur Enttäuschung der zahlreichen deutschen Zuschauer nicht mit seiner Stammelf an. Turek, Laband, Mai, Klodt, Morlock und Schäfer aus dem siegreichen Türkei-Spiel pausierten und Ungarn gewann das Spiel hoch mit 8:3 Toren. Am 23. Juni ging der Plan des Bundestrainers auf, im Zürcher Hardturmstadion setzten sich seine Schützlinge im Entscheidungsspiel gegen die Türkei nach einer starken Angriffsleistung mit 7:2 Treffern durch und waren damit für das Viertelfinale qualifiziert.
Gegner waren am 27. Juni im Genfer Stade des Charmilles die technisch versierten „Ballkünstler vom Balkan“ aus Jugoslawien. Die internationale Klasse der Außenläufer Zlatko Čajkovski und Vujadin Boškov war bekannt und der Angriff mit Miloš Milutinović, Rajko Mitić, Stjepan Bobek, Bernard Vukas und Branko Zebec konnte an einem guten Tag jeden Gegner vor große Probleme stellen. Die Mannschaft wurde vom Bundestrainer hoch eingeschätzt, spielerisch fast so hoch wie die Ungarn. Herberger entschied sich für ein Spiel aus verstärkter Abwehr, er setzte auf blitzschnelle Konter, die ausgezeichnete körperliche Verfassung seiner Mannschaft und die Gewissheit, dass seine Spieler seine Taktik diszipliniert umzusetzen gewillt waren. Nach der glücklichen 1:0-Führung für Deutschland durch das Eigentor von Ivica Horvat in der zehnten Spielminute starteten die Jugoslawen einen vehementen Sturmlauf. Torhüter Turek steigerte sich aber in eine Glanzform und die taktisch verstärkte Abwehr um Liebrich konnte einen Gegentreffer verhindern. Helmut Rahn zeigte in der 86. Minute die von seinem Trainer erhoffte Qualität und entschied mit einem kraftvollen Schuss aus sechzehn Metern endgültig die Partie für Deutschland. Die Konter-Taktik von Herberger hatte sich bewährt, die DFB-Elf zog – völlig unerwartet für die internationale Fachwelt – in das Halbfinale gegen Österreich ein.
Die „Wiener Stadtauswahl“ der Akteure von Rapid, Austria und Vienna hatte im Vorfeld des WM-Turniers zwei Freundschaftsspiele in Wien jeweils nur knapp mit 2:3 und 0:1 gegen die ungarischen Angriffskünstler verloren und dabei gezeigt, dass mit ihnen in der Schweiz zu rechnen war. Mit Gerhard Hanappi, Ernst Happel, Ernst Stojaspal und vor allem Ernst Ocwirk standen in der Austria-Vertretung auch individuelle Leistungsträger, die alleine schon Spitzenfußball garantierten. Aber auch hier zeigte sich Herberger als Meister in der Motivation, Taktik und der Einbeziehung vieler Kleinigkeiten – erholsame Unterbringung zur Ablenkung und Entspannung; Masseur Deuser und Schuhspezialist Dassler; abgestimmtes Essen und Trinken für Leistungssportler und ausreichend erholsamer Schlaf – auf dem Weg zu einem hohen sportlichen Ziel. Darüber hinaus kam auch die Spielweise der Österreicher der deutschen Mannschaft entgegen, denn sie waren immer noch gewohnt, den Erfolg in erster Linie durch den spielerischen Moment zu erreichen. Konsequente Manndeckung im WM-System lag ihnen nicht, Kondition und strenge Taktikeinhaltung rangierten hinter der Spielkunst. Nach dem verdienten 6:1-Erfolg am 30. Juni in Basel vor 58.000 Zuschauern wurde der Herberger-Elf bescheinigt, „ihren spielerischen Glanzpunkt bei dieser WM gesetzt zu haben“. Die Gebrüder Walter, in die Herberger sein Vertrauen gesetzt hatte, schossen in diesem Spiel vier Tore. Damit stand die Mannschaft von Bundestrainer Herberger überraschend im Finale der Fußball-Weltmeisterschaft 1954, das am 4. Juli 1954 im Wankdorfstadion in Bern gegen Ungarn ausgetragen wurde.
Herberger vertraute im Endspiel auf die Halbfinal-Besetzung und hatte seine Spieler genauestens auf die persönlichen Stärken und Schwächen des favorisierten Gegners eingestellt. Bei allem Respekt und aller Bewunderung hatte er durchaus Schwächen im Spiel der Ungarn ausgemacht. Er hatte sie das erste Mal 1952 im Endspiel der Olympischen Spiele von Helsinki gegen Jugoslawien gesehen, war beim legendären 6:3-Sieg der „Wundermannschaft“ 1953 im Londoner Wembleystadion und sah sie ein letztes Mal vor der WM im April 1954 in Wien gegen Österreich. Herbergers Schlussfolgerung: „Die Abwehr ist anfällig.“ Vor allem hatte er deren Angriffstaktik mit dem „hängenden“ Mittelstürmer Nándor Hidegkuti studiert und dazu die passende Antwort in seinem Defensivsystem gefunden. Horst Eckel hatte den sich in das Mittelfeld zurückziehenden und von dort das Spiel machenden Angreifer zu beschatten und Stopper Liebrich hatte sich dann um den zumeist nur in der vorderen Angriffslinie befindlichen Puskás mit seiner Torjägerqualität zu kümmern. Den WM-Torschützenkönig Sándor Kocsis hatte der Fürther Mai zu bewachen. Die defensive Hauptschwäche der Magyaren sah Herberger auf deren rechten Abwehrseite, dort, wo der offensivstarke József Bozsik immer nach vorne ging und Lücken und Gassen im Abwehrnetz der Ungarn hinterließ, war der Finalgegner verletzbar. Als der Favorit bereits nach acht Minuten mit 2:0 Toren in Führung lag, befürchteten die deutschen Anhänger unter den 64.000 Zuschauern eine Wiederholung der 3:8-Niederlage aus der Vorrunde. Aber die deutsche Endspielformation löste sich nicht auf, sie schlug zurück und schaffte noch vor der Halbzeit den Ausgleich. In der 84. Spielminute gelang Helmut Rahn sogar der 3:2-Siegtreffer und Deutschland wurde mit einer der größten Sensationen der Fußball-WM-Geschichte Weltmeister.
Herbergers detailreiche Planungen waren aufgegangen, er hatte die strategische Lage richtig eingeschätzt und seine taktischen Entscheidungen hatten sich als richtig erwiesen. Er zog für die zurückliegende Weltmeisterschaft selbst folgendes Fazit:

„Als wir nach der Schweiz fuhren, war keiner der Teilnehmer aus allen Nationen, die zudem meistens Professionals waren, in besserer Kondition als unsere Spieler und keine Mannschaft und kein Spieler auf die bevorstehenden Aufgaben besser eingestellt als die unsrigen.“

### Der „Geist von Spiez“

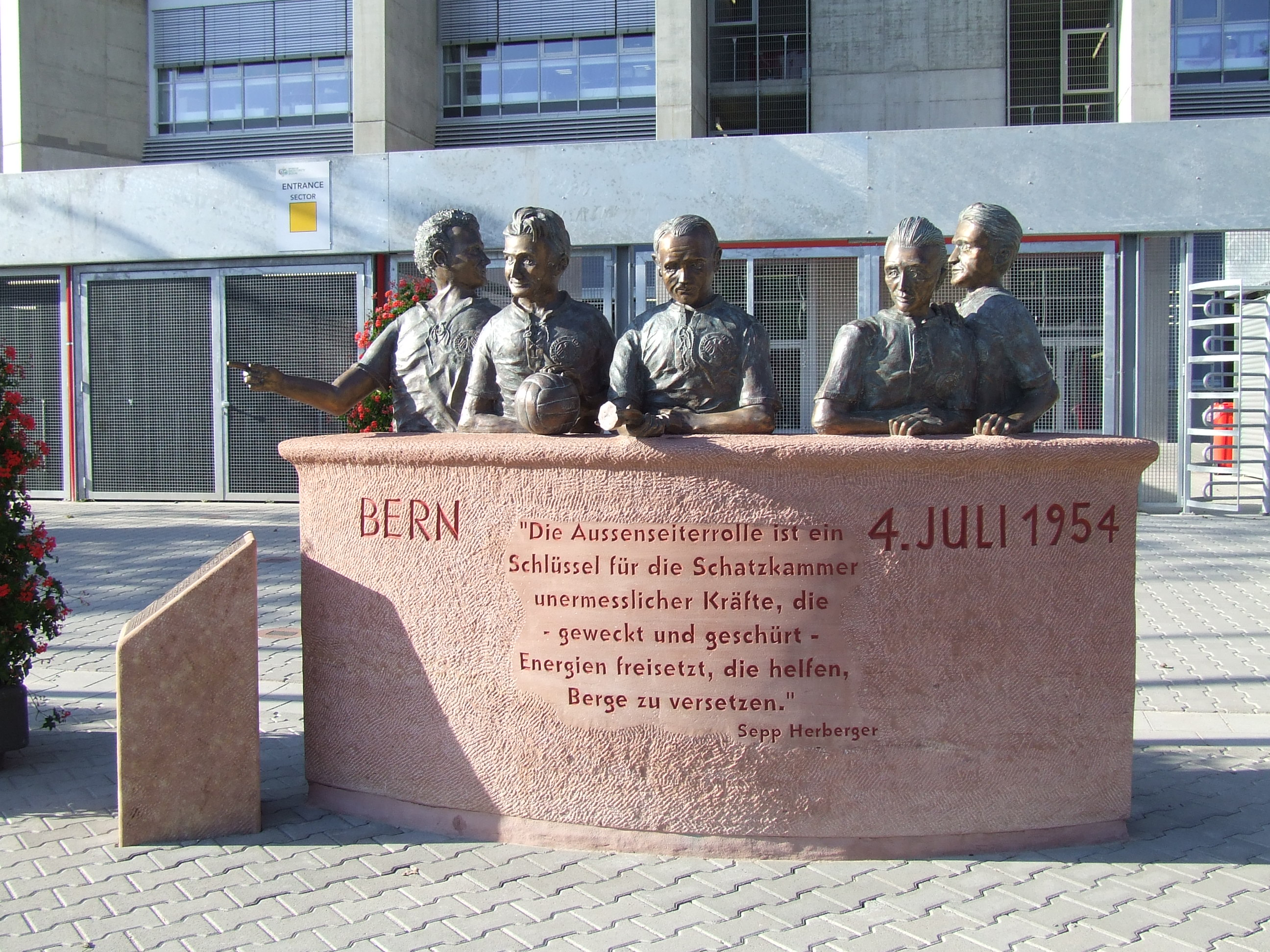
Denkmal für die fünf Kaiserslauterer WM-Helden von Bern mit Herberger-Zitat.

Als Ursache für den 3:2 Endspiel-Erfolg ist in den Nachbetrachtungen immer wieder der „Geist von Spiez“ beschworen worden, jener unumstößliche Zusammenhalt, der die Stimmung im Hotel Belvédère am Ufer des Thuner Sees bestimmte. Fritz Walter führt dazu in seinem Buch über Herberger aus:

„Der Chef war auch sonst recht zufrieden. Unsere Unterkunft, das Hotel Belvédère in Spiez am Thunersee, schien ihm ideal. Es hatte einen großen Garten mit Liegestühlen. Sooft wir Lust hatten, konnten wir Kahn fahren. Für Spieler, Trainer, Arzt und Masseur war die dritte Etage reserviert; Funktionäre und andere Expeditionsteilnehmer wohnten einen Stock tiefer. Nichts lenkte ab. Die ganze Konzentration galt den bevorstehenden Spielen. […] Keimzellen für den sprichwörtlich gewordenen Kameradschaftsgeist in unserer Nationalelf waren die Zimmer, auf die wir von Herberger – raffiniert ausgetüffelt – verteilt wurden. Ihm war nicht egal, wer zu wem kam. […] Von Trainingsbegegnungen, wie sie Uruguayer, Brasilianer oder Ungarn gegen Schweizer Stadtmannschaften austrugen, hielt der Chef nichts. Er meinte durch das unausgewogene Kräfteverhältnis solcher Treffen könnten leicht falsche Maßstäbe angelegt werden. ‚Ihr müßt brennen!‘ Das hatte er schon immer von seinen Spielern verlangt. In der Schweiz ‚brannten‘ wir wirklich. Wir konnten den ersten Einsatz kaum erwarten.“

Herberger hatte es in seiner Eigenschaft als Psychologe geschafft, in vierzehn Tagen Trainingslager im Münchner Vorort Grünwald und während der Wochen in Spiez, wo er unter erstklassigen Bedingungen mit seinen Spielern zusammen war, Kameradschaftsgefühle zu wecken und die Mannschaft zu einer stabilen Einheit zu machen, die er seit 1950 um seinen verlängerten Arm auf dem Spielfeld, Fritz Walter, modelliert hatte. Der von Herberger beauftragte Altinternationale Albert Sing – zum damaligen Zeitpunkt Coach von Young Boys Bern – entdeckte das ruhig gelegene Hotel Belvédère. Ein hübsch gestalteter Park, große Wiesen, Uferwege, ein kleiner Badestrand und ein Bootsanleger luden zu Spaziergängen und Paddelfahrten ein – Zerstreuung war zwischen den WM-Spielen Trumpf. Es war ein geeigneter Ort, um vor und zwischen den Partien Kräfte aufzutanken und die Seele baumeln zu lassen. Aber Spiez war nicht nur freizeittechnisch ein Glücksgriff, sondern auch geografisch. Von dieser optimal gelegenen Basisstation aus waren die meisten Spielorte ohne großen Aufwand mit dem Bus erreichbar. Sepp Herberger hatte seine Spieler in Spiez zu einer „Opfergemeinschaft“ eingeschworen. In dieser eng begrenzten Veranstaltung war der Ton pathetisch und sentimental. Einsatzwille, Unterordnung, Kameradschaft, Hingabe hießen die zentralen Begriffe des „Chefs“. Es war die öffentliche und gesellschaftliche Sprache der deutschen Nachkriegszeit. Herbergers Überzeugungskraft aber entsprang weniger der Rede oder seinem Instinkt und Gespür; vielmehr war ihm das Kollektiv der Fußballmannschaft zur Richtschnur und zur moralischen Instanz, zum Halt und zum Hort der Sicherheit geworden. Der langjährige Herberger-Beobachter Friedebert Becker schrieb dazu:

„In seinem ‚fast hypnotischen, väterlich-getarnten, väterlich-gemeinten Einfluß auf die Spieler‘ habe es Herberger verstanden, nahezu unbemerkt das Ich eines Spielers in seinem Sinne ‚zu wandeln‘. Und das auf ganz schlichte, auf kluge Art.“

### Die Heimfahrt

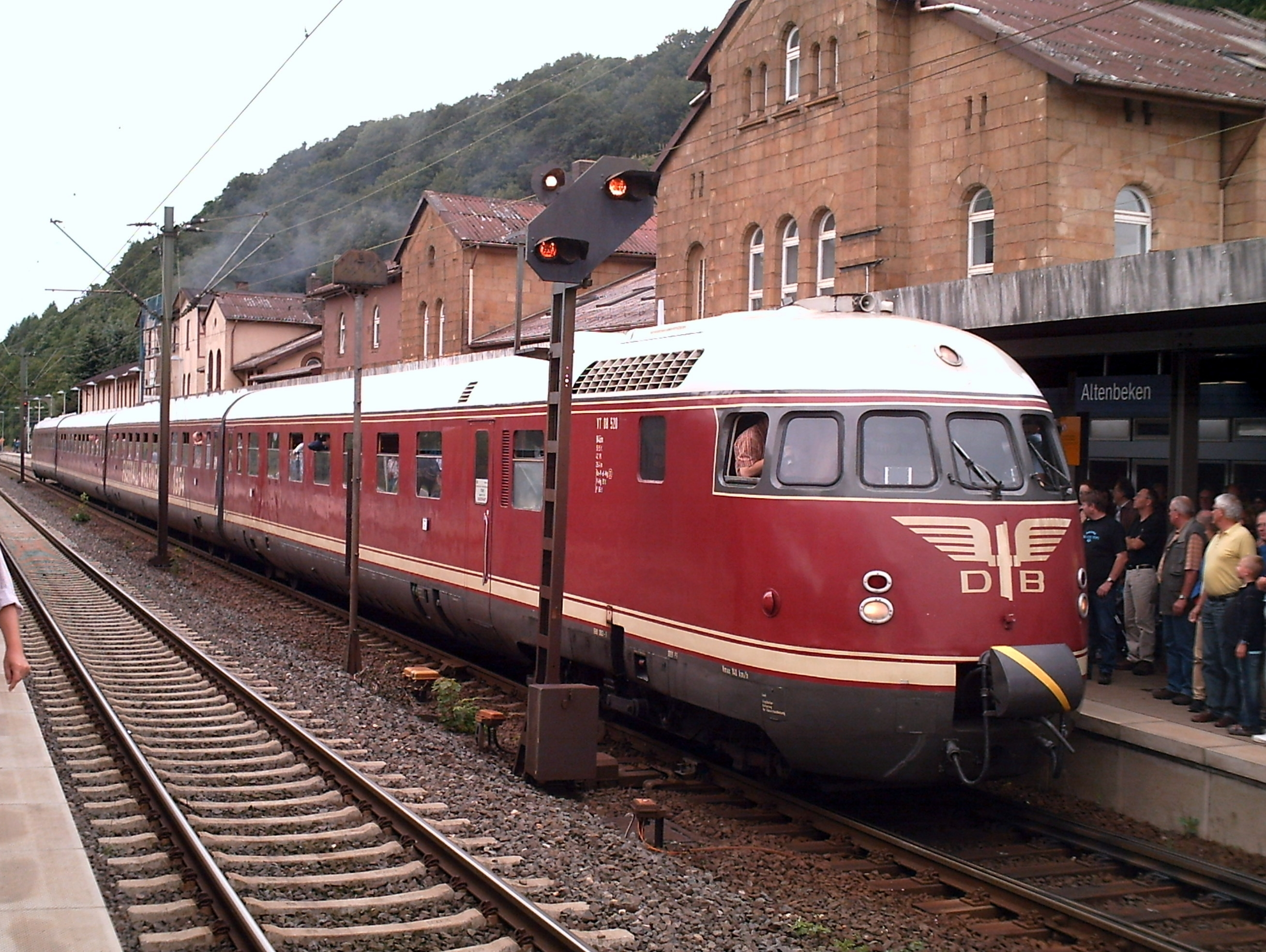
In einem solchen Zug kehrte die Weltmeistermannschaft nach Deutschland zurück.

Die Deutsche Bundesbahn stellte der siegreichen Vertretung für die Heimfahrt ihr damals nobelstes Modell zur Verfügung, den Dieseltriebwagen VT 08, der als Sonderzug die Nationalmannschaft mit einem roten Triebwagen und den Riesenlettern an der Längsseite „FUSSBALL-WELTMEISTER 1954“ am 5. Juli über die Stationen Singen, Radolfzell, Konstanz, Friedrichshafen, Lindau (dort Übernachtung), Immenstadt, Kempten, Günzach, Kaufbeuren, Buchloe und Fürstenfeldbruck am 6. Juli nach München brachte. Es war ein „Triumph-Zug“ von Spiez bis in die bayerische Landeshauptstadt. Die Heimfahrt wurde von frenetischem Jubel auf der Strecke und vor allem in den Haltebahnhöfen begleitet. Am Nachmittag des 6. Juli in München angekommen, fuhr die DFB-Delegation in zwölf offenen Mercedes-Cabrios zum Marienplatz, wo Oberbürgermeister Thomas Wimmer der Mannschaft im Rathaus die städtische Silberplakette verlieh. Danach zeigten sich die Weltmeister auf dem Balkon einer riesigen Menschenmenge. Es folgte noch der Festakt der Landesregierung in der Staatskanzlei, bevor im Löwenbräu-Keller die Geselligkeit im Vordergrund stand. Nach kurzer Nachtruhe in der Sportschule Grünwald traten alle Beteiligten am 7. Juli endgültig ihre eigentliche Fahrt in die verschiedenen Heimatorte an. Dort schlossen sich durch Empfänge und Feiern die Einzelehrungen in Kaiserslautern, Köln, Nürnberg, Fürth, Hamburg, Essen, Düsseldorf, Gelsenkirchen und Dortmund an.
Der Trainer der Weltmeister-Elf, Sepp Herberger, wurde in Hohensachsen – sein Haus lag jetzt in der „Sepp-Herberger-Straße“ – mit einem Fackelzug als Weltmeister und neuer Ehrenbürger empfangen. 30.000 Menschen erwarteten ihn auf dem Marktplatz in Weinheim. Die Ehrungen bedeuteten für Herberger Anerkennung für seine geleistete Arbeit, deshalb nahm er sie gern und dankbar an. Am 18. Juli flogen Herberger und seine Mannschaft zu einem Empfang des Bundespräsidenten Theodor Heuss nach Berlin. Sie wurden vom Berliner Senat im Schöneberger Rathaus empfangen, bevor am Nachmittag in dem mit 80.000 Zuschauern besetzten Olympiastadion die Ehrung durch den Bundespräsidenten stattfand. Von Berlin ging es abschließend nach Bonn, wo die Überreichung des Silbernen Lorbeers durch Bundesinnenminister Gerhard Schröder am 19. Juli durchgeführt wurde.

### Der tiefe Fall des Weltmeisters

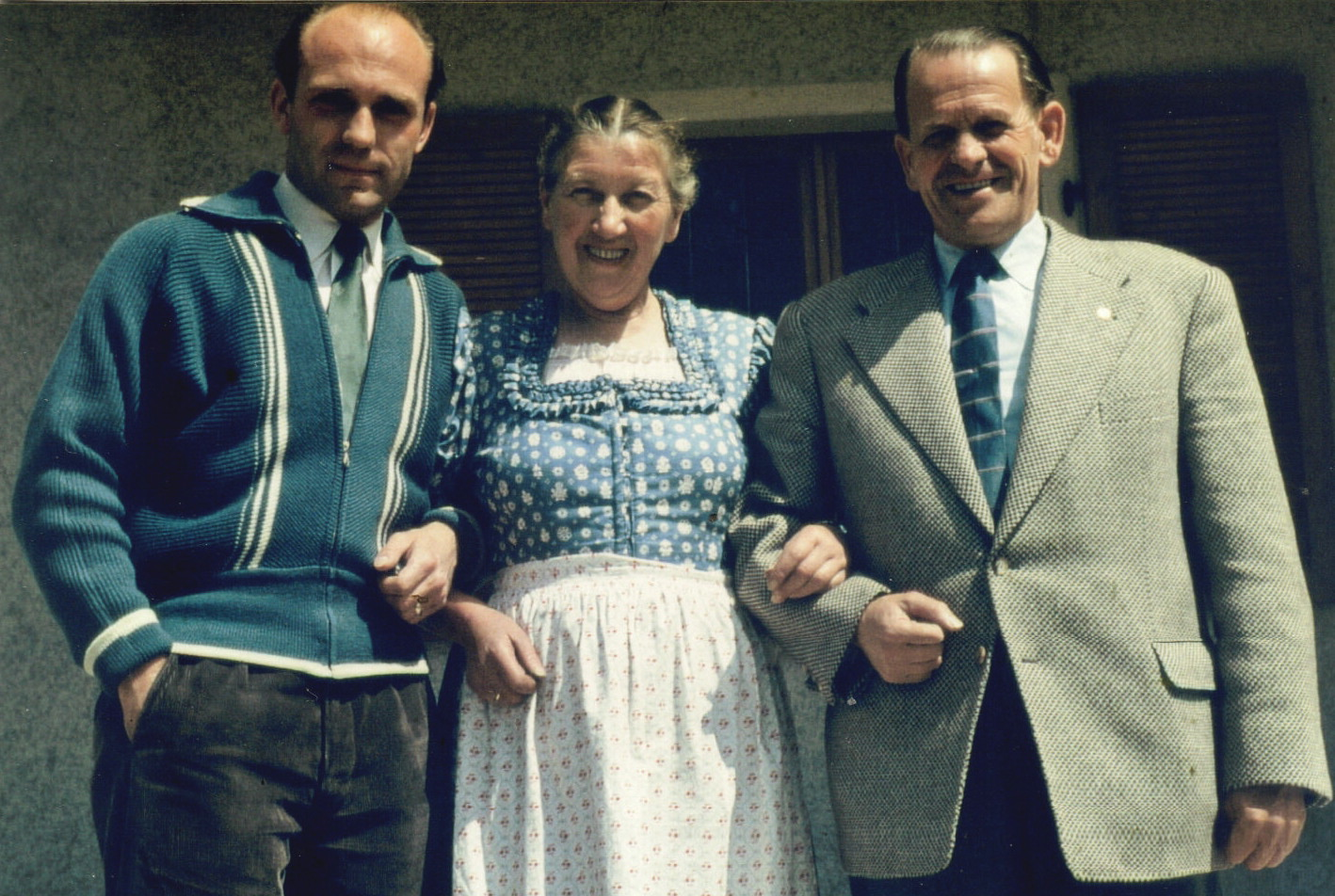
Herberger (rechts) mit Ehefrau Eva und Klaus-Peter Kirchrath (1955)

Für den deutschen Überraschungsweltmeister standen im zweiten Halbjahr 1954 als sportliche Pflicht die vier Länderspiele gegen Belgien, Frankreich, England und Portugal auf dem Terminplan. Für den erfahrenen Bundestrainer war klar, dass alle Gegner sich gegen den amtierenden Weltmeister – zumal noch gegen einen so unerwarteten – besonders anstrengen würden, um sich mit dem Lorbeer schmücken zu können, den aktuellen Titelträger besiegt zu haben. Der Bürde des Weltmeistertitels konnten seine Spieler nur gerecht werden, wenn sie in bester körperlicher Verfassung und Einstellung in den nächsten vier Jahren die Länderspiele angehen würden. Das war dem weitsichtig planenden Bundestrainer zwar in aller Konsequenz klar, aber er wusste auch um die Probleme auf Seite seiner Spieler. Die Vorbereitung auf das WM-Turnier war ein Kraftakt in körperlicher wie mentaler Sicht gewesen und der lange Weg zum Erfolg bei der WM selbst hatte an der Substanz gezehrt. Die danach durchlaufenen wochenlangen Feiern hatte Herberger zwar seinen Spielern gegönnt, aber da bereits befürchtet, dass die antrainierte Fitness massiv leiden und nur mit sehr viel Aufwand und persönlichem Engagement des Einzelnen durch Sondertraining neben dem nicht überall genügenden Vereinstraining des regionalen, deutschen Oberligasystems wiederhergestellt werden könnte. Ob dazu aber alle seine WM-Schützlinge nach diesem absoluten Höhepunkt ihrer Laufbahn mit letzter Konsequenz sofort wieder in der Lage wären, darauf konnte der gestrenge, väterlich-verstehende und Disziplin vorlebende Bundestrainer nur hoffen. Seine Maxime zu der Problematik war eindeutig:

„Höchstleistung im Sport und vergnügliches Leben sind wie Feuer und Wasser. Man kann nicht zwei Herren gleichermaßen dienen. Entweder – oder! Entweder das eine oder das andere. Beide zusammen vertragen sich nicht!“

Ohne die verletzten Weltmeister Toni Turek, Horst Eckel, Fritz Walter und Hans Schäfer – sie wurden vertreten durch Fritz Herkenrath, Herbert Erhardt, Ulrich Biesinger und Berni Klodt – verlor Herberger mit der deutschen Nationalmannschaft am 26. September in Brüssel das erste Länderspiel nach dem Titelgewinn mit 0:2 Toren gegen Belgien. Die Spieler waren körperlich wie auch mental weit entfernt von der optimalen Verfassung der Schweizer Wochen. Herberger notierte dazu:

„Belgien wurde kein Ruhmesblatt für unsere Mannschaft. Alle waren außer Tritt geraten; alles, was uns groß gemacht hatte, schien in den zurückliegenden Wochen in Vergessenheit geraten zu sein. Das Resultat war nicht so schlimm.“

Dies setzte sich auch im folgenden Spiel am 16. Oktober in Hannover gegen Frankreich fort. Von seiner Stammbesetzung der WM-Tage fehlten Eckel, Rahn, Fritz Walter und Schäfer. Das Heimspiel ging mit 1:3 Toren verloren und lediglich die beiden jungen Debütanten Uwe Seeler und Klaus Stürmer vom Hamburger SV konnten als Hoffnungen wahrgenommen werden.
Ausgerechnet vor dem Spiel am 1. Dezember in London gegen England kam es aber noch weit schlimmer: Mit Rahn, Morlock, Fritz Walter und Kubsch traten die ersten Fälle von Hepatitis im Kreis der Schweiz-Fahrer auf und die Spieler fielen für Monate aus. Gegen den „alten Lehrmeister“ trat Herberger notgedrungen mit einem Angriff der Neulinge an: Gerhard Kaufhold, Michael Pfeiffer, Uwe Seeler (zweites Länderspiel), Jupp Derwall und Alfred Beck. Herkenrath und Gerhard Harpers absolvierten im Tor und als linker Außenläufer auch erst ihr zweites Länderspiel. Auch das dritte Spiel nach dem Weltmeisterschaftsgewinn verloren die Schützlinge von Bundestrainer Herberger. Die Engländer setzten sich mit 3:1 Toren durch. Die Misere wuchs sich zur schwersten persönlichen Krise in der Laufbahn von Herberger aus. Die Skandaldebatte (der ungarische Mannschaftskapitän Ferenc Puskás entfachte mit seinem Dopingverdacht einen Pressekrieg) und die Erkrankungen signalisierten eine bittere Zeit.

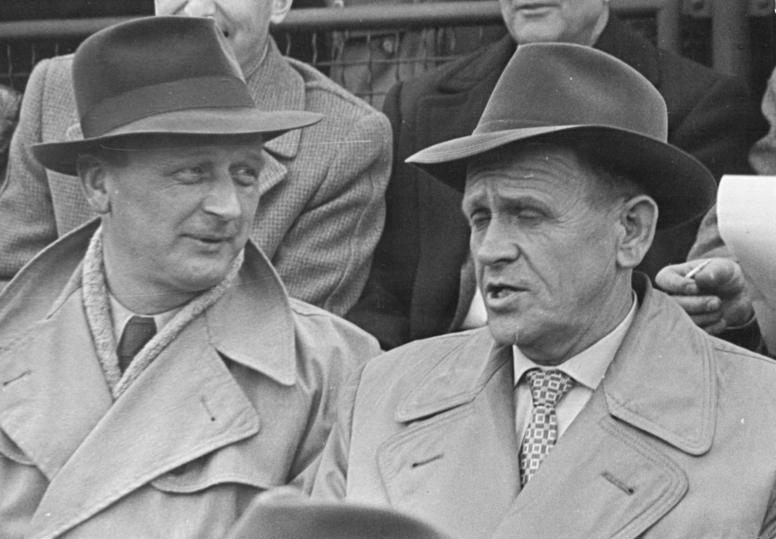
Bundestrainer Sepp Herberger (rechts) im Gespräch mit dem Staatstrainer der DDR, Oswald Pfau (1956)

Von 17 Länderspielen gewann der Weltmeister bis 1956 gerade nur vier Partien und die wiederum gegen damals schwach einzuschätzende Gegner (Portugal, Irland und zweimal gegen Norwegen), viele davon in „Verlegenheitsbesetzungen“. Der Tiefpunkt wurde mit den zwei Niederlagen im November 1956 gegen die Schweiz und Irland erreicht, als man innerhalb vier Tagen mit 1:3 und 0:3 Toren die Spiele nach enttäuschenden Auftritten verlor. Mit einem 4:1 als „Weihnachtsgeschenk“ im Spiel am 23. Dezember 1956 in Köln gegen Belgien nahm die Nationalmannschaft wieder Fahrt auf. Es schlossen sich im Frühjahr 1957 die gewonnenen Spiele gegen Österreich und die Niederlande an und diese Serie wurde nur durch die 1:3-Niederlage am 22. Mai 1957 in Stuttgart gegen Schottland unterbrochen. Der Test gegen die Schotten fand aber unmittelbar vor dem Start der Endrunde um die deutsche Meisterschaft 1957 statt und der Bundestrainer konnte deshalb aus dem Spielerreservoir der teilnehmenden Vereine nur auf die zwei Dortmunder Alfred Kelbassa und Alfred „Aki“ Schmidt zurückgreifen. Der Beginn der Weltmeisterschaftssaison 1957/58 gestaltete sich mit den Erfolgen gegen Schweden und Ungarn hoffnungsvoll und gipfelte in dem überzeugenden 2:0-Sieg am 19. März 1958 in Frankfurt gegen Spanien. Herberger hatte in der Abwehr mit Herkenrath, Georg Stollenwerk, Juskowiak, Eckel, Erhardt und Szymaniak seine Formation für die Weltmeisterschaft in Schweden gefunden. Der Defensiv-Verbund behauptete sich mit Bravour gegen das spanische Innentrio mit László Kubala, Alfredo Di Stéfano und Luis Suárez. Der Kölner Stollenwerk spielte erstmals auf der rechten Verteidigerposition und „Ertl“ Erhardt entschied mit seiner Vorstellung endgültig den Kampf um die spieltragende Mittelläuferrolle in den WM-Tagen zu seinen Gunsten. In der Offensive feierte Ehrenspielführer Fritz Walter als zurückhängender Mittelstürmer sein Comeback. Herberger-Assistent Helmut Schön hatte ihn beim Oberliga-Südwest-Spiel gegen TuS Neuendorf beobachtet und geurteilt, „in dieser Verfassung ist Fritz Walter jederzeit noch der beste Stürmer der Nationalelf“. Letztmals war der Kapitän der Weltmeister-Elf von 1954 am 21. November 1956 bei der 1:3-Niederlage gegen die Schweiz international aktiv gewesen. Damit war für Herberger trotz der 37 Lebensjahre des Lauterers auch die Frage nach dem Spielmacher für das WM-Turnier in Schweden geklärt. Als dann auch noch Helmut Rahn – der DFB hatte ihn am 31. Juli 1957 nach einem Unfall unter Alkoholeinfluss aus der Nationalmannschaft ausgeschlossen und am 18. März 1958 begnadigt – am 26. März beim B-Länderspiel in Basel gegen die Schweiz aufkommende Hochform andeutete, minderten sich auch die Sorgen um die mangelnde Torgefährlichkeit in der Offensive.

### Der Titelverteidiger bei der WM in Schweden
Der Bundestrainer führte den WM-Lehrgang vom 12. bis 24. Mai 1958 wie 1954 wiederum in der Sportschule München-Grünwald durch. Danach wurden 17 Spieler direkt für das Turnier in Schweden nominiert, darunter mit Horst Eckel, Helmut Rahn, Fritz Walter, Hans Schäfer und Berni Klodt noch fünf Mitglieder der „engen Stammbesetzung“ der Weltmeistertage 1954, sowie der damalige Ersatztorhüter Heini Kwiatkowski und der nicht in den Schweizer Tagen zum Einsatz gekommene Fürther „Ertl“ Erhardt. Weltmeisterschaftsneulinge waren Torhüter Fritz Herkenrath, die Abwehrspieler Erich Juskowiak, Heinz Wewers, Georg Stollenwerk und Karl-Heinz Schnellinger sowie im Mittelfeld und Angriff Horst Szymaniak, Alfred Schmidt, Uwe Seeler, Hans Sturm und Alfred Kelbassa. Der Flügelstürmer Hans Cieslarczyk vom SV Sodingen wurde nachnominiert.
In den Gruppenspielen gegen Südamerikameister Argentinien, die Tschechoslowakei und Nordirland unterstrich die DFB-Elf mit ihren Darbietungen wieder, dass Herberger in der Lage war, seine Turniermannschaften auf die Minute topfit, hochmotiviert, kraftvoll und taktisch brillant in das Rennen zu schicken. Die favorisierten Südamerikaner wurden mit 3:1 geschlagen und die zwei 2:2-Unentschieden gegen die Tschechoslowakei und Nordirland genügten, um in das Viertelfinale zu gelangen. Die Stärke der Mannschaft lag in der Abwehr und über Spielmacher Fritz Walter waren die Spitzen Helmut Rahn und Uwe Seeler immer für ein Tor gut. Das musste auch die jugoslawische Vertretung um Stopper Branko Zebec am 19. Juni in Malmö erleben. Mit einem Tor von Rahn zog die Herberger-Elf in das Halbfinale ein. Damit hatte die deutsche Nationalmannschaft mehr erreicht, als man ihr vorher zugetraut hatte.
Am 24. Juni fand in Göteborg gegen den Gastgeber Schweden das Halbfinale vor 50.000 Zuschauern statt. In einem emotional aufgeladenen Spiel, das kurzfristig sogar die Beziehungen beider Länder zueinander störte, besiegten die Schweden die Herberger-Elf mit 3:1 Toren. „Es lief vieles gegen uns, und es gab sicherlich auch einiges, was nicht sportlich war“, sagte Herberger hinterher, „doch letztlich haben wir auf dem Fußballplatz verloren. Mit ein bisschen Glück hätten wir erneut ins Endspiel einziehen können.“
Das Turnier 1958 hatte gezeigt, dass der Sieg 1954 kein Zufall war. Herberger zementierte mit dem vierten Platz – dieses Abschneiden war nach den trostlosen Auftritten in den Jahren 1955 und 1956 weit mehr, als vor dem Turnier erhofft wurde – seinen Ruf als gewieften Taktiker. Gefeiert wurde er fortan als „Bundessepp“.

### Qualifikation und Weltmeisterschaft 1962 in Chile
Im Gegensatz zu dem krassen sportlichen Leistungsabfall nach dem Turnier in der Schweiz vier Jahre zuvor setzte der Bundestrainer mit der Nationalmannschaft nach der Weltmeisterschaft in Schweden den Länderspielbetrieb auf stabilem Niveau fort. Dass dies sportlich ohne spürbaren Qualitätsverlust erfolgte, obwohl er jetzt endgültig auf seinen Lieblingsschüler Fritz Walter verzichten musste, überraschte den Bundestrainer selbst. Niederlagenserien kamen nicht vor, im Gegenteil, die Qualifikationsspiele zur Weltmeisterschaft 1962 in Chile gegen Nordirland und Griechenland wurden ungeschlagen mit 8:0 Punkten absolviert. Bereits im ersten Spiel nach Schweden, am 24. September 1958 in Kopenhagen gegen Dänemark, debütierte mit Helmut Haller ein hochveranlagtes Talent für die Offensive in der Nationalmannschaft. Es kamen noch Helmut Benthaus und Albert Brülls hinzu und nach dem 7:0-Erfolg gegen die Niederlande am 21. Oktober 1959 in Köln hielt der Bundestrainer fest:

„Unser Länderspiel in Köln wird als ein hoher Festtag des deutschen Fußballs in die Geschichte unserer Länderspiele eingehen.“

Er lobte alle, war mit sich selbst zufrieden, wie auch die Deutschen mit sich zufrieden waren, es ging aufwärts in der Bundesrepublik. Allgemeiner Tenor der Sportpresse war, „der Seppl Herberger wird es schon richten“. Als Herberger am 8. Oktober 1961 sein 25-jähriges Jubiläum als Trainer und Betreuer der deutschen Nationalmannschaft beging, ehrte ihn der DFB in Warschau beim Länderspiel gegen Polen mit einer Kaffeetafel, bei der er hofhielt wie ein Monarch. In der Presse wurde er gefeiert für vier große Mannschaften, die er als Nationaltrainer herausgebracht habe: Die Breslau-Elf 1937, die Mannschaft der ersten Kriegsjahre, die Weltmeister-Elf 1954 und die Mannschaft, die Deutschland 1958 in Schweden vertrat. Die ersten drei Spiele der WM-Qualifikation für Chile waren schon erfolgreich bestritten, mit Willi Schulz, Leo Wilden, Jürgen Schütz, Gert Dörfel, Jürgen Werner und Hans Nowak hatten sich weitere hoffnungsvolle Neulinge in das Nationalteam gespielt.
Herberger und der DFB verkörperten aber auch, entsprechend dem kulturellen und politischen Zeitgeist in der Bundesrepublik jener Tage, das Motto: „Keine Experimente.“ Aus dieser Grundeinstellung resultierte Herbergers ablehnende Haltung gegenüber dem erstmals 1958 bis 1960 ausgetragenen Europacup der Nationen, dem ersten Versuch der Ausrichtung einer Europameisterschaft, er hielt ihn für eine „reine Zeitverschwendung“. Herbergers Selbsteinschätzung, „Feldwebel und Feldherr zugleich“ zu sein und die von Leinemann beschriebenen Wesenszüge von Herberger, „der sich schon immer schwergetan hatte mit Spielern, die ihm allzu selbstbewusst und unabhängig erschienen, erwartete herrischer denn je eine Art unausgesprochener emotionaler Unterwerfung, bevor er jemanden seinem Kreis zurechnete“, trugen auch mit dazu bei, dass seine Lieblingsspieler Haller, Schnellinger, Brülls, Szymaniak und Seeler sich in ihrer Lebenseinstellung und mit ihren Wünschen und Träumen ihm zu entgleiten drohten, lange bevor Herberger in seinem streng-abstrafenden Verhalten sich dessen bewusst wurde. Langsam sollte sich der Vorteil seines jahrelangen Schaltens und Waltens nach eigenem Gutdünken in den Autoritätsstrukturen, unter denen er seit Kaisers Zeiten schon gelebt und gesiegt hatte, in der letzten Phase der Nachkriegszeit in das Gegenteil verändern. Alte Formen und Machtstrukturen lockerten sich, noch waren die jungen Leute angepasst und freundlich, aber sie muckten schon mal auf, Gehorsam war nicht mehr ihre zweite Natur. Auch die Fußballspieler wurden lockerer in der Lebensweise, fordernder in ihren Ansprüchen und kritischer gegenüber den Machtstrukturen im Verein und dem DFB. Mit Herbergers rigidem und moralisierendem Stil waren selbst solche Spieler nicht mehr einverstanden, die ihn im Grunde verehrten. Auch das Verhältnis zwischen Herberger und der Nationalmannschaft war der Liberalisierung des gesellschaftlichen Lebens unterworfen.
Im letzten Länderspiel vor dem WM-Turnier in Chile, am 11. April 1962 in Hamburg gegen Uruguay, experimentierte Herberger plötzlich doch. Er überraschte mit drei Debütanten – Torwart Wolfgang Fahrian sowie Jürgen Kurbjuhn und Willi Koslowski –, während die zuletzt stets präsenten Hans Tilkowski, Richard Kreß und Günter Herrmann fehlten. Außerdem kehrte nach drei Jahren Pause Hans Schäfer in die Nationalmannschaft zurück. Er sollte nach den Plänen von Herberger der Fritz Walter von Chile werden. Da er nirgendwo eine Alternative für seinen Lauterer Spielmacher gefunden hatte und der Ehrenspielführer den Versuch des Mannes aus Hohensachsen, ihn erneut zu einer Rückkehr in die Nationalmannschaft zu überreden, abgelehnt hatte, blieb am Ende nur noch der Kölner übrig. Der zweifache Weltmeisterschaftsteilnehmer von 1954 und 1958, Hans Schäfer, hatte mit seinem 1. FC Köln souverän am 12. Mai 1962 das Finale um die deutsche Meisterschaft gegen den Titelverteidiger 1. FC Nürnberg mit 4:0 Toren gewonnen und überzeugte auch beim 3:0-Erfolg gegen Uruguay.
Im 22-köpfigen WM-Aufgebot war kein Platz für Kreß, für die Hamburger Mannschaftskameraden von Uwe Seeler, nämlich den Spielmacher Klaus Stürmer und den Flankengeber Gert Dörfel am linken Flügel, auch nicht für die Dortmunder Jürgen Schütz und Friedhelm Konietzka sowie für den in den Niederlanden beim SC Enschede spielenden, dann aber verletzten Helmut Rahn, der bei der WM in Schweden eine überaus starke Rolle gespielt hatte. Vom 30. April bis 11. Mai führte Herberger in der Sportschule Schöneck seinen WM-Lehrgang durch und flog dann mit seiner Auswahl nach Südamerika, um sich in Santiago de Chile hinter Zäunen und Mauern in der abgeschirmten Militärschule „Bernardo O’Higgins“ einzuquartieren. Als Herberger vor dem Startspiel am 31. Mai gegen Italien die Mannschaftsaufstellung bekanntgab, wurde der vielbeschworene Teamgeist, die Harmonie und das psychische Gleichgewicht der Chile-Fahrer deutlich gestört. Herberger hatte anstelle des Stammtorhüters Tilkowski den Neuling Fahrian nominiert und Tilkowski nahm das nicht klaglos hin. Herrmann spielte ebenfalls nicht, dafür kehrte ein weiterer Kölner, Hans Sturm, nach vier Jahren ins Team zurück und verstärkte als nomineller Rechtsaußen die Abwehr. Nach einem hart geführten Kampfspiel, das durch eine starre Mann-gegen-Mann-Taktik mit dem Ziel des Nichtverlierens geprägt war, trennte man sich von den Italienern mit deren prominent besetzten Innensturm mit Gianni Rivera, José Altafini und Omar Sívori mit 0:0-Unentschieden. Gegen die Schweiz setzten sich die Herberger-Schützlinge mit 2:1 Toren durch. Es war aber ein glanzloser und schwer erkämpfter Arbeitssieg. Gegen die heimischen Chilenen gewannen die Deutschen dann drei Tage später ihr letztes Gruppenspiel mit 2:0, und mit großem Hallo feierten sie ihren Einzug in das Viertelfinale.
Der Bundestrainer hatte taktisch dabei noch zusätzlich zu seiner kompakten Abwehr Horst Szymaniak als „verteidigenden“ Halbstürmer aufgeboten, um sich mit seiner „Zu-null“-Ideologie durchsetzen zu können. Gegen Jugoslawien versuchte er es mit der gleichen Taktik, wiederum lief der „deutsche Italiener“ als Halbstürmer auf und verstärkte die Abwehr. Neben Mittelstürmer Uwe Seeler agierten Helmut Haller, Albert Brülls und Senior Hans Schäfer in der vermeintlichen Offensive. Rasante Flügelstürmereigenschaften konnten aber keinem der Drei zugeschrieben werden. Die Jugoslawen gewannen durch einen Gewaltschuss des Außenläufers Radaković in der 86. Spielminute das Spiel mit 1:0 Toren. Auch wenn Herberger behauptete, er habe in Chile nicht defensiv spielen wollen, war offensichtlich geworden, dass seine Mannschaft bei dieser Weltmeisterschaft nur auf „Zerstörung“ des gegnerischen Spiels aus gewesen war. Alleine war der Bundestrainer aber mit dieser Maxime nicht, tatsächlich prägte mangelnde Offensivbereitschaft das gesamte WM-Turnier. Doppelstopper und engste Manndeckung lautete die Devise, das Sich-Beschränken auf das bloße Zerstören stand in den Wochen in Chile im Vordergrund.
Herberger selbst urteilte nach dem Turnier über das Abschneiden seines Teams:

„Wir sind zurückgekommen in der Meinung, dass wir mit dem Einzug ins Viertelfinale durchaus etwas geleistet haben. Wir betrachten den Gruppensieg als Erfolg.“

In Deutschland wurde das vorzeitige Ausscheiden und das defensive Taktieren hingegen als klarer Misserfolg betrachtet und es prasselte auf ihn bösartige und vernichtende Kritik herab. Das Trainer-Denkmal Herberger begann zu bröckeln.

## Der Rücktritt als Bundestrainer
Als die DFB-Delegation am 17. Juni 1962 am Frankfurter Flughafen angekommen war, bekam der 65-jährige Bundestrainer erst in aller Deutlichkeit mit, wie das Abschneiden der Mannschaft zu seiner Überraschung bei der Weltmeisterschaft in Chile in Deutschland bewertet wurde. Kaum in Frankfurt dem Flugzeug entstiegen, sah er sich von Reportern umdrängt, die ihn mit kritischen Fragen konfrontierten. Man machte Herberger ganz unverblümt für den „Misserfolg“ in Chile verantwortlich, befragte ihn nach dessen Rücktrittsabsichten und legte ihm den Rücktritt nahe. Wie es zur Rebellion in Chile gegen ihn gekommen sei, wollten die Journalisten wissen, wie er sich die miserable Stimmung im deutschen Team erkläre und warum er ein so stures Defensivkonzept als Taktik ausgegeben habe. Über Nacht wurde aus dem „Zauberer von Bern“ der „Maurer von Santiago“.
Herberger war verletzt wie nie zuvor in seinem Leben. Die Kritik hatte ihn umso härter getroffen, weil er mit dem Abschneiden in Chile zufrieden war. Herberger brauchte Wochen, um zu seiner alten Vitalität zurückzufinden. Die Kränkung aber wirkte nachhaltig und die unbehaglichen Fragen begleiteten ihn auch über die nächsten Monate.
Es kehrte erst etwas Ruhe ein, als er am 30. September in Zagreb gegen den WM-Viertelfinalgegner Jugoslawien das erste Länderspiel nach dem Weltmeisterschaftsturnier mit 3:2 Toren gewinnen konnte und dabei mit den Debütanten Friedhelm Konietzka, Stefan Reisch, Heinz Strehl und Horst Trimhold für frischen Schwung im Angriff der Nationalmannschaft sorgte. Es wurden noch zwei weitere Länderspiele am 24. Oktober (2:2 gegen Frankreich) und am 23. Dezember (5:1 gegen die Schweiz) ausgetragen, ehe das Spieljahr 1962/63 mit der Begegnung am 5. Mai 1963 in Hamburg gegen den amtierenden Fußballweltmeister Brasilien mit einer 1:2-Niederlage beendet wurde. Im ersten Halbjahr 1963 wurden keine Länderspiele angesetzt, damit die Oberliga-Vereine sich völlig auf ihre Qualifikation für die neue Fußball-Bundesliga ab der Saison 1963/64 konzentrieren konnten. Die Neubesetzung an der DFB-Spitze – Peco Bauwens, der langjährige Wegbegleiter von Herberger wurde am 28. Juli 1962, am Tag als die Bundesliga beschlossen wurde, von Hermann Gösmann abgelöst – spielte eine Rolle dabei, dass die vorherige „bedingungslose Zustimmung zur Person Herberger und zu allen seinen Entscheidungen sich gelockert hatten“, beschreibt Leinemann die Situation um Herberger und die Nationalmannschaft Mitte des Jahres 1962. Obwohl Herberger bereits vor der WM in Chile mit den maßgeblichen Männern des DFB über seine Nachfolge gesprochen hatte und er innerlich längst zum Rücktritt bereit war, war er durch den kritischen und zum Teil verletzenden Empfang von Teilen der Presse nach seiner Rückkehr aus Chile und den sich daran anschließenden öffentlichen Spekulationen so verärgert, dass er sich zu einer Trotzreaktion genötigt sah und folgende Erklärung abgab:

„Die Vorbereitungen für die Weltmeisterschaft 1966 in England liegen noch in meiner Hand. Darüber haben wir auch noch nicht geredet. Wann ich abtrete, das bestimme ich. Der DFB lässt mir da vollkommen freie Hand.“

Damit kam aber erst recht die Regie durcheinander, die Angelegenheit wurde zu einem Selbstläufer. Als auch noch der neue DFB-Präsident Gösmann über die Personalie Herberger vor der norddeutschen Sportpresse sprach und Jakob Koenen, ein Mann aus dem engeren Führungskreis des DFB, ein Jahr später in einem Pressegespräch ganz nebenbei einen Satz zu Herbergers Rücktritt fallen ließ, teilte der Bundestrainer dem DFB-Präsidenten seine sofortige Kündigung mit. Gösmann entschuldigte sich im Gegensatz zu Koenen in aller Form bei Herberger und bat den „Bundes-Sepp“ sogar noch bis zur Weltmeisterschaft 1966 in England im Amt zu bleiben. Herberger nahm aber seine Entscheidung nicht mehr zurück und der DFB teilte am 23. November 1963 in einer Presseerklärung den Rücktritt des Bundestrainers zum Saisonende 1963/64 mit.
Im ersten Jahr der neuen Fußball-Bundesliga, 1963/64, wurden sieben Länderspiele ausgetragen. Die zwei letzten Begegnungen im Mai und Juni 1964 gegen Schottland beziehungsweise Finnland dienten der Verabschiedung von Bundestrainer Sepp Herberger. Mit Reinhard Libuda, Werner Krämer, Wolfgang Overath, Wolfgang Weber und Klaus-Dieter Sieloff lieferte die neue Konzentration der Kräfte im deutschen Fußball, die eingleisige Bundesliga, bereits im ersten Jahr ihres Bestehens hochkarätigen Nachwuchs für die Nationalmannschaft.
Vom deutschen Fußballpublikum verabschiedete sich der Bundestrainer am 12. Mai in Hannover anlässlich des Länderspiels gegen Schottland. Auf der Trainerbank hatte bereits sein Nachfolger Helmut Schön Platz genommen. Das Spiel endete 2:2-Unentschieden und Herberger verabschiedete sich endgültig mit dem 4:1-Erfolg am 7. Juni in Helsinki gegen Finnland. Der Kreis hatte sich geschlossen: In Finnland hatte der Waldhof-Spieler am 18. September 1921 sein erstes Länderspiel als Nationalspieler bestritten und seine beiden Länderspieltore geschossen, dreiundvierzig Jahre später trat er dort mit 67 Jahren als Bundestrainer ab.

## Bilanz als Nationaltrainer
| Traineramt    | Amtszeit erstes bis letztes Länderspiel | Tage | Spiele | Siege | Remis | Niederl. | Punkte  | Tore    | TD   |
| ------------- | --------------------------------------- | ---- | ------ | ----- | ----- | -------- | ------- | ------- | ---- |
| Reichstrainer | 15. Nov. 1936 bis 22. Nov. 1942         | 2198 | 065    | 40    | 12    | 13       | 092:38  | 204:93  | +111 |
| Bundestrainer | 22. Nov. 1950 bis 07. Juni 1964         | 4946 | 097    | 52    | 14    | 31       | 118:76  | 219:146 | +073 |
| gesamt        |                                         | 7144 | 162    | 92    | 26    | 44       | 210:114 | 423:239 | +184 |

## Nach der beruflichen Laufbahn
In seiner Zeit als Waldhof-Spieler hatte Herberger am 30. April 1921 Eva Müller aus Weinheim geheiratet, die er vermutlich schon gleich nach dem Krieg kennengelernt hatte; „Ev“ arbeitete zu dieser Zeit auf dem Waldhof als Dienstmädchen. Die Hochzeitsreise ging in die Schweiz, allerdings nicht zu zweit, sondern mit der Mannschaft, denn der SV Waldhof absolvierte dort zwei Freundschaftsspiele; zuvor hatte Herberger die Eheschließung schon zwei Mal wegen „fußballerischer Verpflichtungen“ verschieben müssen. Die Ehe, die kinderlos blieb, hielt bis zu Herbergers Tod. Nach dem Zweiten Weltkrieg lebte das Paar in Hohensachsen bei Weinheim in seinem Haus, mit dessen Bau es im Jahre 1951 begonnen hatte. Den eigentlichen Einzug musste Frau „Ev“ 1952 allerdings alleine bewältigen. Der Bundestrainer betreute seine Amateurnationalmannschaft bei den Olympischen Spielen in Helsinki. Herberger kehrte in ein neues Haus zurück. Über die geglückte Rollenverteilung der beiden, mit der sie jahrzehntelang zufrieden lebten, notierte Leinemann auch eine spätere Aussage von Herberger:

„Wenn es stimmt, daß bei einer glücklichen Ehe der Mann draußen und die Frau im Hause zu sagen hat, führen wir seit 40 Jahren eine Musterehe.“

Zum Zeitpunkt seines Rücktritts war Herberger 67 Jahre alt und lebte mit Frau „Ev“ im „Herbergerschen“ Haus in Hohensachsen am Westhang des Odenwalds. Es ging öffentlich zu, sprichwörtlich „wie im Taubenschlag“ herrschte hier ein ständiges Kommen und Gehen. Trotzdem widmete er sich dem Schreiben an seinen Memoiren, die er bereits nach der Weltmeisterschaft 1954 angekündigt hatte, sowie an einem Buch über die Bundesliga und die Geschichte der Nationalmannschaft. Spätestens zum 20. Jahrestag von Bern, rechtzeitig zur Weltmeisterschaft 1974, wollte er seine „Erinnerungen“ fertiggestellt haben, doch er tat sich schwer mit dem Schreiben und zweifelte bald daran, „ob ich das in meinem Leben noch schaffe“, denn „ich habe zuviel Stoff, nicht zuwenig“. Er konnte seine persönliche Biographie, die mehrere Bände umfassen sollte, schließlich nie fertigstellen, hinterließ aber eine umfangreiche, in mehreren hundert Aktenordnern sortierte Sammlung von Entwürfen, Notizen, Briefen und Zeitungsausschnitten.
In der Öffentlichkeit zeigte er sich noch häufig, gab bereitwillig Interviews und genoss seine Popularität. Seine Erzählfreude und die Geübtheit in der effektvollen Inszenierung der eigenen Person kamen ihm dabei zugute. Dass er mit zunehmendem Alter häufig auch grantig und giftig wurde, verzieh man ihm. „Wissen Sie, ich konnte meine Sprüche machen“, gestand er in einem Interview, und tatsächlich sind viele seiner Bonmots („Der Ball ist rund“, „Das Spiel dauert 90 Minuten“ oder „Nach dem Spiel ist vor dem Spiel“) zu geflügelten Worten der Fußballsprache geworden.
Als Autodidakt eignete sich Herberger zeitlebens durch umfangreiches Literaturstudium in seiner wachsenden Bibliothek, die zu seinem Tod aus 1.500 Büchern bestand, Kenntnisse der Psychologie, Philosophie und Strategie an, um dort Anleihen zu nehmen und Analogien herauszuarbeiten, die er auf Fußballspiel, Taktik und Menschenführung als Trainer praktisch anwenden konnte. Insbesondere bei Dale Carnegie, Carl von Clausewitz aber auch bei Mao und Machiavelli fand Herberger Inspiration. Zahlreicher seiner bekannten Aphorismen gehen auf dieses Lesestudium zurück.

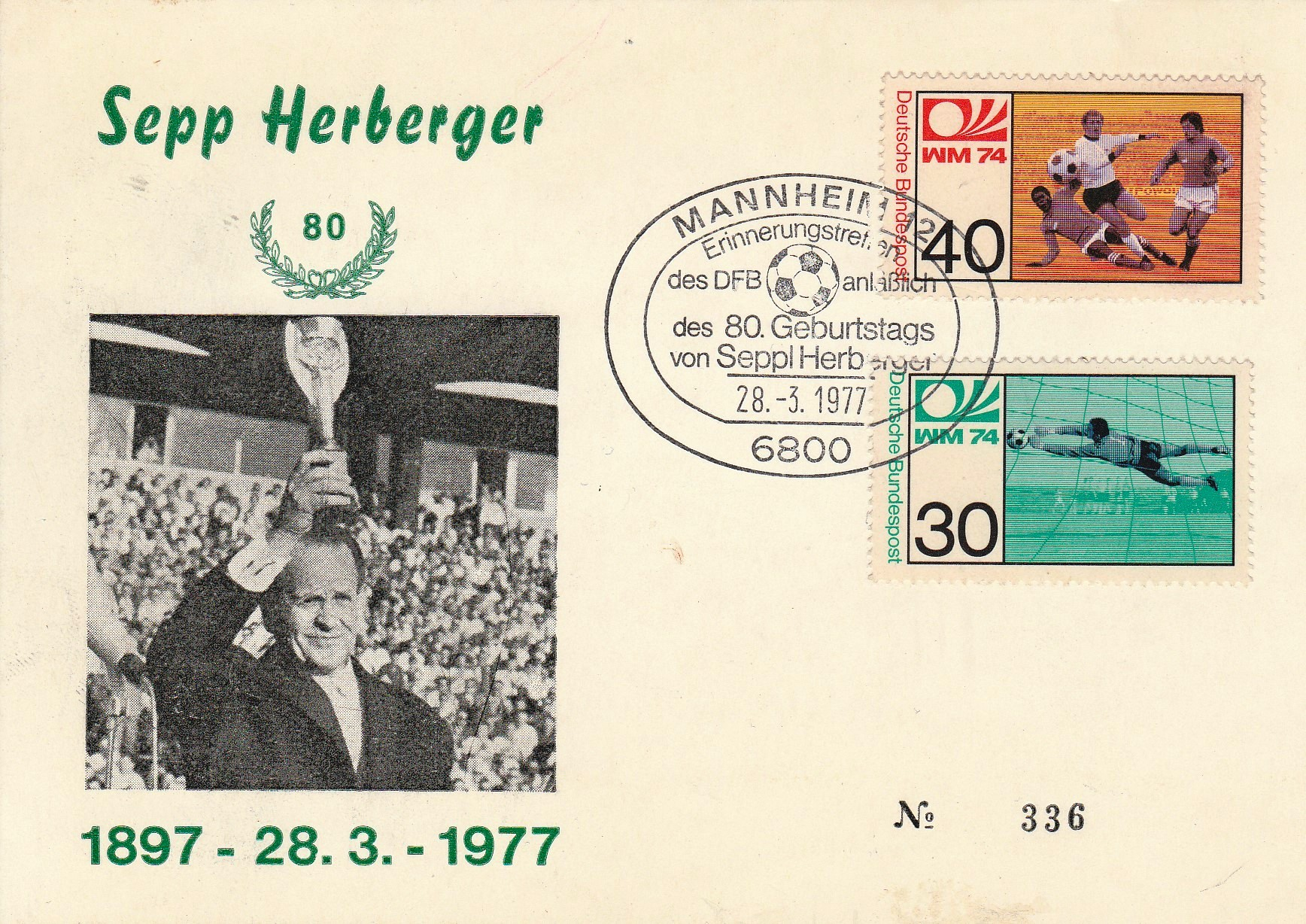
Sonderkarte der Deutschen Bundespost anlässlich des 80-jährigen Geburtstags Sepp Herbergers (1897–1977)

1972 machte sich Herberger beim DFB dafür stark, den ehemaligen Nationalspieler Gottfried Fuchs als Ehrengast auf Verbandskosten zum Eröffnungsspiel des Münchner Olympiastadions einzuladen. Der Verband lehnte das Gesuch mit dem Hinweis ab, „dass ein Präzedenzfall geschaffen würde, der auch für die Zukunft noch erhebliche Belastungen mit sich bringen könnte“. Herbergers Jugendidol Fuchs, der seit 1955 eine Brieffreundschaft mit dem ehemaligen Bundestrainer pflegte, war einer der beiden einzigen jüdischen Nationalspieler Deutschlands.
Am 28. März 1977 wurde im Rittersaal des Mannheimer Schlosses im Beisein des Altbundestrainers die Sepp-Herberger-Stiftung gegründet, in die der DFB einen Vermögensgrundstock von einer Million Mark einbrachte. Sie ist damit die älteste Fußballstiftung Deutschlands. Nach dem Tod von Herbergers Frau Eva (1896–1989) flossen – testamentarisch geregelt – der Erlös aus dem Verkauf von Herbergers Haus in Weinheim sowie 1,4 Millionen Mark an Wertpapieren aus dem Nachlass der Herbergers in das Stiftungsvermögen. Die Stiftung engagiert sich für Behindertenfußball, Resozialisierung von Strafgefangenen, Förderung des Fußball-Nachwuchses in Schulen und Vereinen sowie für das DFB-Sozialwerk. Die Stiftung ist auch Eigentümerin des umfangreichen Nachlasses von Sepp Herberger, der im Mai 2024 in das Verzeichnis national wertvoller Kulturgüter aufgenommen wurde.
Sepp Herberger starb 1977 vier Wochen nach seinem 80. Geburtstag und der Stiftungsgründung. Während der Übertragung eines deutschen Länderspiels gegen Nordirland hatte er einen Herzinfarkt erlitten, dem er im Städtischen Krankenhaus in Mannheim wenige Stunden später erlag. Sein Grab ist auf dem Friedhof des Weinheimer Stadtteils Hohensachsen zu finden.

## Bedeutung – Resümee

Sondermarke von 1997 aus Anlass des 100. Geburtstages

Politologen und Soziologen betrachten den „Sieg von Bern“ als eigentliches „Gründungsdatum“ der 1949 entstandenen Bundesrepublik Deutschland, als Beitrag „zur Entwicklung eines BRD-Nationalgefühls“. Der Gewinn der Weltmeisterschaft 1954 ist vor allem der zielstrebigen Arbeit Herbergers zu verdanken, der es verstanden hatte, sein altes Netzwerk sowohl mit den Nationalspielern als auch den führenden Persönlichkeiten des DFB aufrechtzuerhalten. Sein Erfolg als Trainer beruhte einerseits darauf, gehorsame und fleißig arbeitende Spieler um sich zu versammeln. Andererseits war Herberger aber auch selbst ein penibler Arbeiter und Perfektionist, der nicht gerne etwas dem Zufall überließ. Mit seiner Aufbauarbeit ab dem 1. Juni 1947 bis Sommer 1950 als Fußballdozent an der neuen Sporthochschule in Köln, wo er die Sportstudenten unterrichtete und daneben Lehrgänge für Fußballtrainer durchführte, legte er die qualitativen Grundlagen für die Vereinsarbeit in den Fußballoberligen nach dem Zweiten Weltkrieg und sorgte daneben für die theoretische Verbreitung seiner Trainingslehre. Er vergrößerte mit den ausgebildeten Trainern sein Beziehungsgeflecht über die gesamte Bundesrepublik, konnte in jeder regionalen Oberliga auf Trainer bauen, die er persönlich ausgebildet hatte und die auch zumeist stolz darauf waren, den Lehrgängen der Herberger-Kursisten in Köln angehört zu haben. Der Triumph der DFB-Mannschaft bei der Weltmeisterschaft 1954 in der Schweiz ist untrennbar mit der Person Sepp Herberger verbunden. Nach dem langandauernden sportlichen Tief nach den WM-Tagen in der Schweiz bei der Weltmeisterschaft 1958 in Schweden mit dem Einzug in das Halbfinale die Nationalmannschaft wieder international konkurrenzfähig gemacht zu haben, war eine Bestätigung seines herausragenden Könnens als Bundestrainer.
Es gab aber auch die zweite Seite im Leben des ehemaligen Reichs- und Bundestrainers. Er ordnete dem unbedingten Karrierewillen alles unter, und diese Karriere war für ihn nur im Fußball möglich. Da er sich unterordnen konnte, wenn es erforderlich war, und er mit jedem auskam, wenn es notwendig war, konnte er auch im Nationalsozialismus überleben. Herberger war einer, der in jedem politischen System überleben konnte, weil er sich um des Fußballs willen und seinem Streben nach Karriere im Fußball einfügen konnte. Im Entnazifizierungsverfahren gab er denn auch zu Protokoll: „Ich habe immer nur meinen Sport gelebt, hatte nur meine berufliche Ausbildung im Auge und hatte nie die Zeit, mich auch um Politik zu kümmern.“ Seine Position als Reichstrainer versuchte er unter allen Umständen zu halten, weshalb er zu einem Höchstmaß an äußerer Konformität mit dem Regime bereit war. Der mildernde Grundton der Aussage, „der starre Blick auf seine persönliche Karriere ließ nicht zu, dass er über den Tellerrand des Fußballs hinausblickte“, kann aber schwerlich in Einklang mit den ihm zugeschriebenen Persönlichkeitseigenschaften bei Leinemann, „er wurde listig, schlau, opportunistisch, giftig, bockbeinig, mal brauste er auf, mal paßte er sich an, und manchmal entzog er sich auch durch Schweigen, er lächelte, er zürnte, er redete seine Umwelt schwindelig, aber nie verlor er seine Ziele aus den Augen“, gebracht werden. Jürgen Bitter zitiert in seinem Buch „Die Meistermacher“ Jürgen Leinemann zur Rolle Herbergers im Nationalsozialismus mit folgender Erkenntnis:

„Einerseits paktierte er ungeniert mit den Parteioberen im Reichsamt für Leibeserziehungen, andererseits ging er in seinem praktischen Verhalten deutlich zur Partei auf Distanz.“

Havemann schreibt Herberger zu, „in seiner Fixierung auf den Fußball verdrängte er die Tatsache, mit dem Nationalsozialismus paktiert und hinsichtlich seiner beruflichen Entwicklung wesentlich von ihm profitiert zu haben.“ Sepp Herberger verkörperte seit dem Weltmeisterschaftstriumph von 1954 in der Schweiz das Idealbild des „guten Deutschen“. Er stand für einen, der sich ein- und unterordnet, nicht aufmuckt, sich unpolitisch verhält, aber ehrgeizig und fleißig am Erfolg bastelt und dann im Erfolg auch noch bescheiden bleibt. Seine Tugenden und Charaktereigenschaften „dienten gar – bei Herberger wie bei Millionen anderer Deutscher – als Rechtfertigungsmuster für den eigenen Opportunismus im NS-Staat.“

## Philatelistisches
Mit dem Erstausgabetag 1. März 2022 gab die Deutsche Post AG anlässlich des 125. Geburtstags von Herberger ein Sonderpostwertzeichen im Nennwert von 85 Eurocent heraus. Der Entwurf stammt vom Grafiker Thomas Steinacker aus Bonn.

## Ehrungen

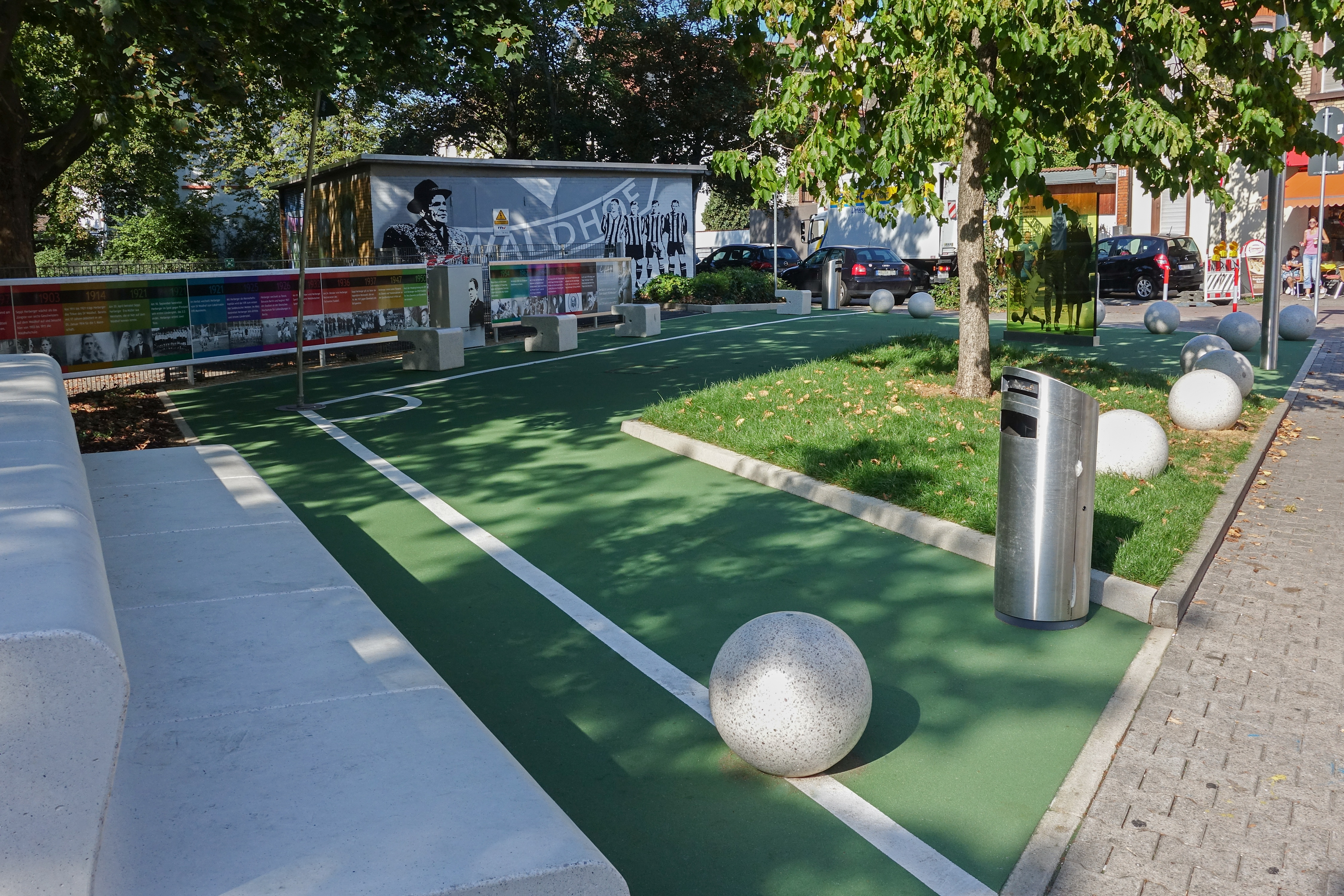
Seppl-Herberger-Platz, Mannheim

- 1954: Ehrenbürger der Gemeinde Hohensachsen (heute: Stadt Weinheim)
- 1957: Goldener Verdienstorden des DFB (höchste deutsche Fußballauszeichnung)
- 1962: Verdienstkreuz 1. Klasse der Bundesrepublik Deutschland
- 1967: Großes Verdienstkreuz der Bundesrepublik Deutschland
- 1977: Sonderstempel der Post und Gründung der Sepp-Herberger-Stiftung durch den DFB.
- 1977: Ehrenring der Stadt Mannheim
- 1997 wurde – im Bahnhof Weinheim – ein ICE-Zug der Deutschen Bahn auf Herbergers Namen getauft; zudem gab die Deutsche Post eine Sondermarke zu 100 Pfennig mit Herbergers Porträt heraus.

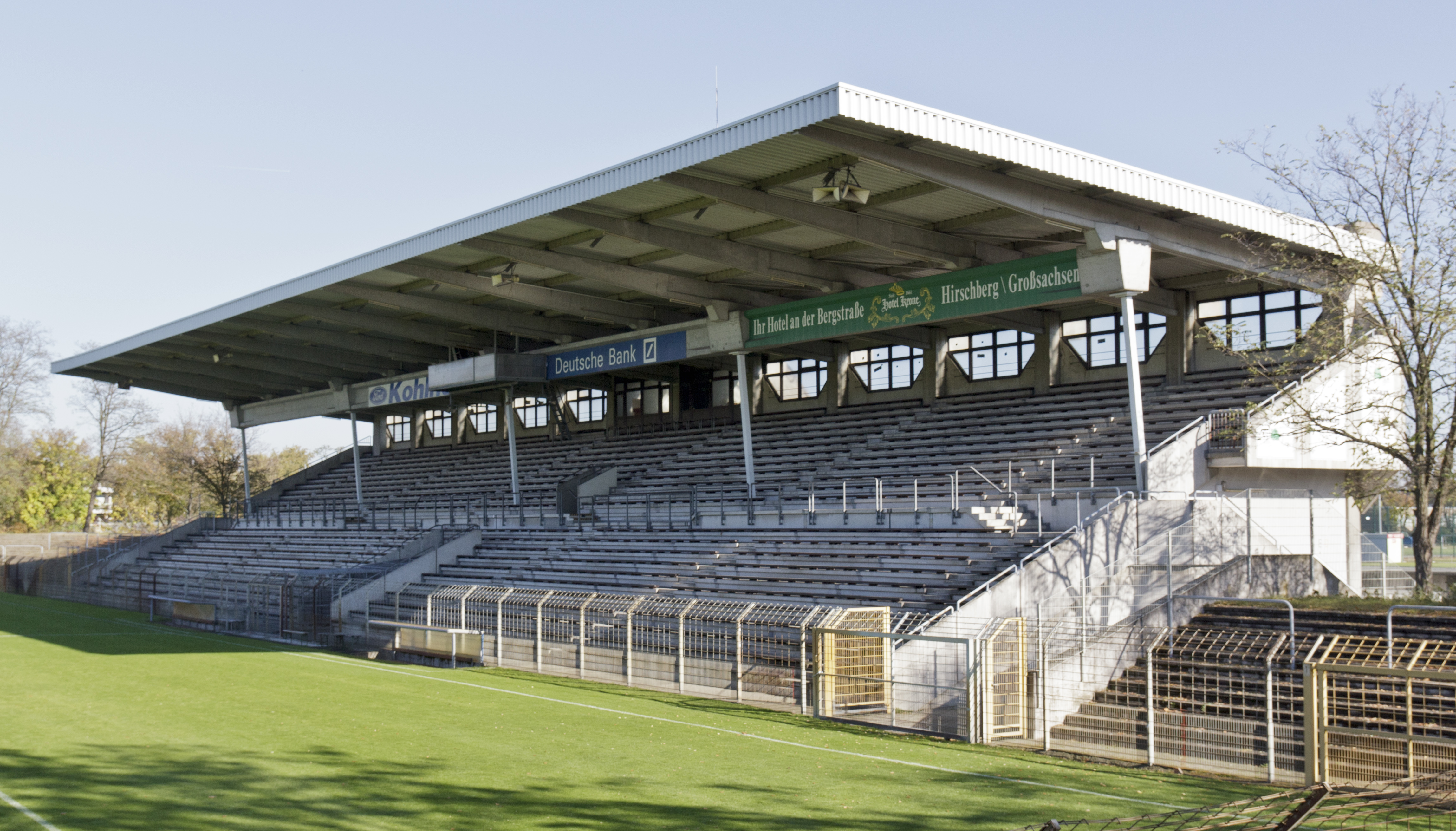
Seppl-Herberger-Stadion in Mannheim-Waldhof

- Nach Sepp Herberger benannt sind unter anderem in Mannheim-Waldhof der Seppl-Herberger-Platz[84] und die Seppl-Herberger-Sportanlage (ehemals Stadion am Alsenweg), das Sepp-Herberger-Stadion in Neuenkirchen-St. Arnold, das er 1968 persönlich einweihte, das Stadion in Weinheim, die Grundschule in Weinheim-Hohensachsen und zahlreiche Straßen in der gesamten Region Kurpfalz. In der Kurpfalz war sein Rufname immer „Seppl“, wie auch in der väterlichen Heimatgemeinde in Wiesental, wo der hiesige FV 1912 Wiesental im Seppl-Herberger-Stadion spielt, das am Seppl-Herberger-Ring liegt. Die Geschäftsstelle des Badischen Fußballverbandes in der Sportschule Schöneck auf dem Karlsruher Turmberg liegt am Sepp-Herberger-Weg.
- Am 6. Mai 2008 wurde Herberger als eines von fünf ehemaligen NSDAP-Mitgliedern in die Hall of Fame des deutschen Sports aufgenommen.
- In Düren wurde nach Herberger der Platz vor dem Stadion des SV Düren benannt.[85]
- 2018: Aufnahme in die erste Elf der „Hall of Fame“ des Deutschen Fußballmuseums.[86]

## In der Kunst
1972 erschien die Vinylplatte „Sepp Herberger Marsch“ der Blaskapelle „Jäger der Grafen von Bogen“ aus Bogen, deren Erlös der Aktion Sorgenkind zugutekam.
Im Spielfilm Das Wunder von Bern von Sönke Wortmann, der die Ereignisse rund um den WM-Sieg 1954 beschreibt, wird Herberger von Peter Franke gespielt. Im gleichnamigen Musical (aufgeführt in Hamburg von 2014 bis 2017) wird Herberger von Michael Ophelders dargestellt.
Der Actionthriller Lola rennt (1998) beginnt mit Zitaten von Sepp Herberger.
Michael Herberger, ein Urgroßneffe des Bundestrainers, ist Gründungsmitglied der Söhne Mannheims sowie Produzent und Keyboarder von Xavier Naidoo.